# Liste von Pfarrhäusern in Bayern (Schwaben)
Die Liste von Pfarrhäusern in Bayern (Schwaben) ist Teil der Liste von Pfarrhäusern in Bayern; dort findet man auch allgemeine Erläuterungen zum Thema.

## Landkreis Aichach-Friedberg
| Gemeinde / Ort / Adresse Koordinaten                                                          | Baustil / Gebäudetyp                   | Erbaut                        | Bemerkungen | Bild |
| --------------------------------------------------------------------------------------------- | -------------------------------------- | ----------------------------- | --- | ---- |
| Adelzhausen Aichacher Straße 10 (48° 21′ 28,8″ N, 11° 8′ 17,7″ O)                             | Barock Pfarrhaus (Adelzhausen)         | 1798                          | Zweigeschossiger Satteldachbau mit lisenengegliedertem Schweifgiebel, Putzbändern und zwei Aufzugsluken. Vier zu vier Fensterachsen. (Baudenkmal) |      |
| Aichach Danhauserplatz 2 (48° 27′ 34,1″ N, 11° 7′ 42,8″ O)                                    | Rokoko Pfarrhaus (Aichach)             | 1756                          | Zweigeschossiger Bau mit Mansardwalmdach und vier zu vier Fensterachsen. Das Gebäude wurde mehrfach verändert. (Baudenkmal) |      |
| Aindling Pfarrgasse 6 (48° 30′ 42,5″ N, 10° 57′ 13,2″ O)                                      | Klassizismus Pfarrhaus (Aindling)      | 1801                          | Zweigeschossiger Satteldachbau mit Steilgiebel und Gesimsgliederungen besitzt vier zu fünf Fensterachsen. (Baudenkmal) |      |
| Ried Baindlkirch Sankt-Martin-Straße 3 (48° 16′ 36,1″ N, 11° 5′ 42,2″ O)                      | Barock Pfarrhaus (Baindlkirch)         | 18. Jhd.                      | Zweigeschossiger Satteldachbau im Stil des Barocks mit fünf zu vier Fensterachsen. Der Giebel ist durch Putzprofile dreigeteilt, zum Teil besitzt das Gebäude Segmentbogenfenster. An der nordöstlichen Ecke ist in der Eckrustika eine Heiligennische mit einer Skulptur Madonna und Kind vorhanden. (Baudenkmal) |      |
| Dasing Unterzeller Straße 10 (48° 23′ 5,6″ N, 11° 2′ 41,5″ O)                                 | Rokoko Pfarrhaus (Dasing)              | 1750/60 und um 1910           | Zweigeschossiger Satteldachbau mit fünf zu drei Fensterachsen. Mitte des 18. Jahrhunderts wurde der östlichem Risalit mit stichbogigem Zugang und geschwungenem Giebel errichtet. Die Rokokostuckaturen im Obergeschoss dürften 1756 entstanden sein. (Baudenkmal) |      |
| Friedberg Derching Bürgermeister-Schlickenrieder-Straße 12 (48° 24′ 29,4″ N, 10° 58′ 18,3″ O) | Neobarock Pfarrhaus (Derching)         | 1906                          | Zweigeschossiger Satteldachbau mit Zwerchhaus und Schweifgiebel im Stil des Barock. Fassade mit zwei zu drei Fensterachsen, Außenerker und Putzgliederung. (Baudenkmal) |      |
| Aichach Gallenbach Fuggerstraße 2 (48° 26′ 3,7″ N, 11° 8′ 57″ O)                              | Heimatstil Pfarrhaus (Gallenbach)      | 1905                          | Zweigeschossiger Satteldachbau mit Zwerchhaus und zwei zu drei Fensterachsen. Im Inneren haben sich neben dem repräsentativen Treppenhaus einige bauzeitliche Türen erhalten. (Baudenkmal) |      |
| Affing Gebenhofen Pfarrer-Wiedemann-Weg 3 (48° 27′ 35,3″ N, 10° 57′ 55″ O)                    | Barock Pfarrhaus (Gebenhofen)          | 1718                          | Zweigeschossiger Satteldachbau mit Putzgliederung besitzt drei zu drei Fensterachsen. Im Giebel befindet sich eine Mauernische mit Heiligenfigur. (Baudenkmal) |      |
| Kühbach Großhausen Walchshofener Straße 7 (48° 29′ 58,3″ N, 11° 9′ 1,7″ O)                    | Barock Pfarrhaus (Großhausen)          | 1704                          | Zweigeschossiger Satteldachbau im Stil des Barocks mit Putzgliederung. Zweigeschossiges Kehlbalkendach mit liegendem Dachstuhl. An der Giebelmauer haben sich Ladeluken erhalten. (Baudenkmal) |      |
| Friedberg Haberskirch St.-Stefan-Straße 45a (48° 23′ 43,8″ N, 10° 59′ 50″ O)                  | Barock Pfarrhaus (Haberskirch)         | Ende 17. Jh.                  | Zweigeschossiger Satteldachbau mit drei zu drei Fensterachsen. Die barocke Fassadenmalerei mit Eckrustika und Fensterrahmungen wurde bei der umfassenden Renovierung des Gebäudes 1986/87 anhand von originalen Fragmenten rekonstruiert. Im Inneren haben sich neben der Treppe mit Balustern noch einige Türgerüste erhalten. (Baudenkmal) |      |
| Adelzhausen Heretshausen Dorfstraße 18 (48° 22′ 6,7″ N, 11° 8′ 31,6″ O)                       | Barock Pfarrhaus (Heretshausen)        | Ende 18. Jh.                  | Zweigeschossiger Satteldachbau im Stil des Barocks mit fünf zu drei Fensterachsen und steilem Giebel. In der Heiligennische an der Giebelseite fehlt die Heiligenfigur. (Baudenkmal) |      |
| Hollenbach Mainbacher Straße 4 (48° 29′ 20″ N, 11° 4′ 26,2″ O)                                | Barock Pfarrhaus (Hollenbach)          | Ende 18. Jh.                  | Stattlicher zweigeschossiger Giebelbau mit Satteldach und fünf zu drei Fensterachsen. (Baudenkmal) |      |
| Hollenbach Igenhausen Augsburger Straße 3 (48° 28′ 19,3″ N, 11° 2′ 46,6″ O)                   | Klassizismus Pfarrhaus (Igenhausen)    | 1821                          | Zweigeschossiger Giebelbau mit Satteldach, vier zu drei Fensterachsen und einem Erker über zwei Geschossen. Im Inneren wurde die ursprüngliche Grundrissordnung beim Umbau verändert. (Baudenkmal) |      |
| Aichach Klingen Kirchstraße 2 (48° 25′ 58,5″ N, 11° 8′ 59,9″ O)                               | Barock                                 | 1721                          | Zweigeschossiger, traufständiger Satteldachbau. (Baudenkmal) |      |
| Dasing Laimering Riedener Straße 8 (48° 23′ 17,2″ N, 11° 5′ 12,2″ O)                          | Barock Pfarrhaus (Laimering)           | im Kern frühes 18. Jh.        | Zweigeschossiger Satteldachbau im Stil des Barocks mit vier zu zwei Fensterachsen. Die Giebel sind durch Putzprofile gegliedert, im oberen Feld des Nordgiebels befindet sich eine Nische mit einer Heiligenfigur. (Baudenkmal) |      |
| Baar Oberbaar Kirchweg 20 (48° 35′ 10,4″ N, 10° 58′ 2,1″ O)                                   | Barock Pfarrhaus Oberbaar              | 1692                          | Zweigeschossiger durch Gesimsbänder gegliederter Satteldachbau mit drei zu zwei Fensterachsen, die beim Umbau in den 1950er Jahren auf die heutige Anzahl reduziert wurden. (Baudenkmal) |      |
| Aichach Obermauerbach Lindenstraße 20 (48° 25′ 49,3″ N, 11° 11′ 2,4″ O)                       | Neuklassizismus                        | 1870er                        | Zweigeschossiger Walmdachbau mit Ecklisenen und Gesimsgliederung, im neuklassizistischen Stil, um 1870/80 (Baudenkmal) |      |
| Friedberg Ottmaring St.-Michaels-Platz 7 (48° 19′ 59,8″ N, 11° 0′ 27,2″ O)                    | Barock Pfarrhaus (Ottmaring)           | um 1710/20                    | Zweigeschossiger Satteldachbau mit vier zu vier Fensterachsen. Der Giebel wird durch profilierte Gesimse unterteilt. Die Deckenstuckaturen im Obergeschoss mit emblematischen Reliefs sowie den Monogrammen Jesu und Mariä werden Matthias Lotter zugeschrieben. (Baudenkmal) |      |
| Inchenhofen Sainbach Hauptstraße 1 (48° 30′ 37,3″ N, 11° 5′ 27,9″ O)                          | Barock Pfarrhaus (Sainbach)            | 1770 bis 1775                 | Zweigeschossiger Walmdachbau im Stil des Barocks wurde nach Plänen von Jakob Schellhorn aus Aichach errichtet. Das Gebäude besitzt fünf zu vier Fensterachsen. Bei der Renovierung Ende der 1990er Jahre wurde die Fassadenmalerei wiederhergestellt. (Baudenkmal) |      |
| Dasing Rieden Am Pfarrhof 7 (48° 22′ 57,4″ N, 11° 6′ 34,5″ O)                                 | Barock Pfarrhaus (Sainbach)            | 18. Jh.                       | Zweigeschossiger Satteldachbau. Das zugehörige Ökonomiegebäude wurde 1986/87 abgebrochen. (Baudenkmal) |      |
| Aichach Sulzbach Siedlungstraße 1 (48° 25′ 43,4″ N, 11° 5′ 3,9″ O)                            | Barock Pfarrhaus (Sulzbach)            | erste Hälfte 18. Jh.          | Zweigeschossiger Satteldachbau mit Giebelgesims. (Baudenkmal) |      |
| Dasing Taiting Marienstraße 5 (48° 24′ 9,7″ N, 11° 3′ 19,3″ O)                                | Barock Pfarrhaus (Taiting)             | 1704 / Ende 19. Jh. verändert | Zweigeschossiger Satteldachbau wurde nach der Zerstörung des Vorgängerbaus im Jahr 1704 durch Philipp Cramer aus Affing errichtet. Es handelt sich um einen für die Region untypischen Bau, der von Süden mittels eines durchgesteckten und bis zum Treppenhaus in der Nordostecke fortgeführten Gangs erschlossen wird. Das zugehörige erdgeschossige Nebengebäude mit Schopfwalmdach, das als Waschhaus diente, stammt wohl aus der gleichen Zeit. (Baudenkmal)                                       |      |
| Kühbach Pfarrstraße 3 (48° 29′ 28,3″ N, 11° 11′ 5,9″ O)                                       | Barock Pfarrhaus (Kühbach)             | 1704 / Ende 19. Jh. verändert | Zweigeschossiger Satteldachbau im Stil des Barocks mit drei zu drei Fensterachsen. An der Straßenseite befindet sich ein Bodenerker und an der Nordwestecke eine Hausmadonna. Das Pfarrhaus wurde unter der Äbtissin Katharina Kimpfler, deren Wappen zusammen mit denen des Klosters und der damaligen Priorin Maria Helena von Lerchenfeld auf der Stuckdecke im Gang des Obergeschosses angebracht ist, errichtet. Ökonomiegebäude: schlichte Satteldachbauten aus dem 18. Jahrhundert. (Baudenkmal) |      |
| Sielenbach Tödtenried Pfarrweg 1 (48° 22′ 39,8″ N, 11° 9′ 47,4″ O)                            | Barock Pfarrhaus (Tödtenried)          | 1704 / Ende 19. Jh. verändert | Zweigeschossiger Satteldachbau im Stil des Barocks mit fünf zu drei Fensterachsen. Das Portal hat einen geschnitzten Rahmen, in der Heiligennische darüber fehlt die Heiligenfigur. Im Oberlicht ist das Christusmonogramm IHS zu sehen. Im Inneren sind noch alte Teile erhalten: Holztreppe, Türen und ein Kachelofen. (Baudenkmal) |      |
| Todtenweis Hauptstraße 21 (48° 31′ 0″ N, 10° 55′ 56,2″ O)                                     | Barock Pfarrhaus (Todtenweis)          | 1756/58                       | Zweigeschossiger Walmdachbau mit Putzdekor mit sieben zu vier Fensterachsen. Die Eckquaderung ist aus Hausteinen gefertigt. Im Inneren befindet sich eine repräsentative, tonnengewölbte Eingangshalle und ein geräumiges Treppenhaus. (Baudenkmal) |      |
| Kühbach Unterbernbach Dekan-Moll-Straße 3 (48° 31′ 52,1″ N, 11° 10′ 13,8″ O)                  | Klassizismus Pfarrhaus (Unterbernbach) | 1853                          | Zweigeschossiger Walmdachbau mit Segmentbogenfenstern und Backsteindekoration hat zwei zu fünf Fensterachsen. Das dazugehörige Back- und Waschhaus wurde um 1991/92 abgerissen. (Baudenkmal) |      |
| Pöttmes Wiesenbach Baarer Straße 30 (48° 35′ 10,7″ N, 10° 59′ 57,6″ O)                        | Neobarock Pfarrhaus (Wiesenbach)       | 1911                          | Zweigeschossiger Traufseitbau mit Satteldach mit polygonalen Eckerker, ein abgedecktes Giebelgesims und ein Relief der Muttergottes an der Giebelseite. Nach Plänen des Münchener Architekten August Hock im Stil des Neobarock (Baudenkmal) |      |

## StadtAugsburg
| Gemeinde / Ort / Adresse Koordinaten                               | Baustil / Gebäudetyp | Erbaut | Bemerkungen | Bild |
| ------------------------------------------------------------------ | -------------------- | ------ | --- | ---- |
| Augsburg Bergheim Hauptstraße 20 (48° 19′ 2,6″ N, 10° 49′ 14,9″ O) | Rokoko Pfarrhaus     | 1773   | Zweigeschossiger Walmdachbau mit volutengerahmtem Zwerchgiebel mit vier zu vier Fensterachsen. Im Zwerchgiebel ist ein rundbogiger Aufzugsgiebel. Bei der Renovierung im Jahr 1981 erhielt die Fassade eine Scheinmalerei mit Eckrustika und Fensterfaschen. (Baudenkmal) |      |

## Landkreis Augsburg
| Gemeinde / Ort / Adresse Koordinaten                                                 | Baustil / Gebäudetyp                                 | Erbaut                             | Bemerkungen | Bild |
| ------------------------------------------------------------------------------------ | ---------------------------------------------------- | ---------------------------------- | --- | ---- |
| Adelsried Kirchgasse 4 (48° 25′ 30,3″ N, 10° 43′ 2,7″ O)                             | Barock Pfarrhaus (Adelsried)                         | 1692                               | Zweigeschossiger Satteldachbau mit fünf Fensterachsen an der Traufseite. Das Portal mit Oberlicht ist schlicht ausgeführt. (Baudenkmal) |      |
| Allmannshofen Kirchstraße 15 (48° 36′ 41,6″ N, 10° 48′ 31,3″ O)                      | Barock Pfarrhaus (Allmannshofen)                     | erste Hälfte 18. Jhd.              | Zweigeschossiger Satteldachbau mit fünf Fensterachsen an den Langseiten und unterschiedliche Fenster an den Giebelseiten. Das Portal ist schlicht ausgeführt. Eine Ladeluke mit Aufzugsbalken ist an einer Giebelseite erhalten. (Baudenkmal) |      |
| Altenmünster Rathausplatz 2 (48° 27′ 55,2″ N, 10° 35′ 30,5″ O)                       | Barock Pfarrhaus (Altenmünster)                      | 1602                               | Zweigeschossige Satteldachbau an den südlichen Ecken zwei diagonal gestellte Bodenerker. Das Gebäude wurde in den 1980er Jahren umfassend renoviert. (Baudenkmal) |      |
| Aystetten Hauptstraße 31 (48° 24′ 15,6″ N, 10° 46′ 18,7″ O)                          | Barock Pfarrhaus (Aystetten)                         | 1753                               | Zweigeschossiger Walmdachbau mit fünf zu zwei Fensterachsen. Das Portal und der ganze Baukörper sind schlicht ausgeführt. (Baudenkmal) |      |
| Gersthofen Batzenhofen (48° 25′ 44,6″ N, 10° 49′ 1,2″ O)                             | Barock Pfarrhaus (Batzenhofen)                       | 1705                               | Zweigeschossiger Satteldachbau mit Giebelgesimsen und fünf zu drei Fensterachsen. Im Giebel befindet sich eine Ladeluke. (Baudenkmal) |      |
| Biberbach (Schwaben) Am Kirchberg 24 (48° 30′ 53,1″ N, 10° 48′ 52,4″ O)              | Rokoko Pfarrhaus (Biberbach (Schwaben))              | 1765                               | Dreigeschossiger Bau mit Mansardwalmdach wurde von Johann Bernhard Nigg für die Priester der Wallfahrtskirche errichtet. Im Norden, Osten und Süden befinden sich Mittelrisalite, die mit Zwerchgiebeln bekrönt werden. Der östliche Risalit mit dem Portal weist noch Pilaster und Bassgeigenfenster auf. (Baudenkmal)                                                                |      |
| Gessertshausen Dietkirch Kirchplatz 1 (48° 19′ 39,9″ N, 10° 43′ 22,3″ O)             | Barock Pfarrhaus (Dietkirch)                         | 18. Jhd.                           | Zweigeschossiger Satteldachbau im Stil des Barocks von den Brüdern Johann Adam und Joseph Dossenberger. Das Gebäude mit acht zu vier Fensterachsen besitzt viergeteilte Fenster mit grünen Holzläden. (Baudenkmal) |      |
| Gessertshausen Döpshofen Wessobrunner Straße 7, (48° 16′ 32,8″ N, 10° 42′ 14″ O)     | Barock Pfarrhaus (Döpshofen)                         | 1696                               | Zweigeschossiger Satteldachbau mit sechs zu vier Fensterachsen. An der Südseite zweiseitige Treppe zum rundbogigen Hauseingang. Das als Bauernhaus genutzte Gebäude hat einen hinteren Ökonomieanbau. (Baudenkmal) |      |
| Ehingen Hauptstraße 47 (48° 35′ 50,1″ N, 10° 47′ 52,7″ O)                            | Barock Pfarrhaus (Ehingen)                           | 1725                               | Zweigeschossiger Satteldachbau mit vier zu drei Fensterachsen. Das Dachgeschoss ist am Giebel mt zwei Gesimsen gegliedert. (Baudenkmal) |      |
| Dinkelscherben Ettelried Pfarrer-Bort-Straße 2 48° 20′ 21,9″ N, 10° 32′ 56″ O        | Barock Pfarrhaus (Ettelried)                         | 1766 / 1890 erneuert               | Zweigeschossiger Satteldachbau mit Resten von Fassadenmalerei wurde 1766 erbaut und 1890 erneuert. Voluten und Ladeluke am südlichen Giebel und von einem Kreuz bekrönt. (Baudenkmal) |      |
| Langerringen Gennach Langerringer Straße 4 (48° 7′ 17,4″ N, 10° 42′ 58,2″ O)         | Klassizismus Pfarrhaus Gennach (Langerringen)        | 1876                               | Zweigeschossige Blankziegelbau mit Walmdach, Mittelrisalit und befenstertem Kniestock – fünf zu drei Fensterachsen. (Baudenkmal) |      |
| Mickhausen Grimoldsried Angerstraße 21 (48° 12′ 47,9″ N, 10° 36′ 57,7″ O)            | Barock Pfarrhaus (Grimoldsried)                      | 1720                               | Zweigeschossiger Satteldachbau mit Giebelgesimsen und profiliertem Traufgesims wurde von Michael Meitinger errichtet. (Baudenkmal) |      |
| Neusäß Hainhofen Am Kirchberg 10 (48° 23′ 12,8″ N, 10° 47′ 46,5″ O)                  | Barock Pfarrhaus (Hainhofen)                         | erste Hälfte 18. Jhd.              | Zweigeschossiger Satteldachbau mit Giebelgesimsen an der Südseite wurde in der ersten Hälfte des 18. Jahrhunderts erbaut und später erneuert. Das Gebäude wurde in den 2010er Jahren umfassend renoviert. (Baudenkmal) |      |
| Altenmünster Hegnenbach Sankt-Georg-Straße 32 (48° 29′ 27,7″ N, 10° 37′ 22,5″ O)     | Barock Pfarrhaus (Hegnenbach)                        | 1750                               | Zweigeschossige Walmdachbau mit fünf zu vier Fensterachsen wurde vermutlich von Johann Georg Hitzelberger erbaut. In den 1980er Jahren fand eine umfassende Renovierung statt. (Baudenkmal) |      |
| Hiltenfingen Kirchweg 4, (48° 9′ 44,6″ N, 10° 43′ 3,2″ O)                            | Barock Pfarrhaus (Hiltenfingen)                      | 1711/12                            | Zweigeschossige Satteldachbau mit fünf zu zwei Fensterachsen wurde von Georg Hübler aus Murnau am Staffelsee errichtet. (Baudenkmal) |      |
| Horgau Martinsplatz 1 (48° 23′ 40″ N, 10° 41′ 6″ O)                                  | Barock Pfarrhaus (Horgau)                            | 1694/95                            | Zweigeschossiger Satteldachbau mit drei zu vier Fensterachsen und einer Gesimsgliederung am Westgiebel wurde von Johann Ledermann errichtet. (Baudenkmal) |      |
| Kleinaitingen Kirchberg 1 (48° 13′ 11,9″ N, 10° 50′ 24,5″ O)                         | Klassizismus Pfarrhaus (Kleinaitingen)               | 1829/30                            | Zweigeschossiger Walmdachbau mit Putzgliederung nach Plänen von Johann Michael Voit mit fünf zu vier Fensterachsen. Die Eckquaderung ist aus sorgfältig gearbeiteten Hausteinen ausgeführt. (Baudenkmal) |      |
| Meitingen Langenreichen Wertinger Straße 54 (48° 33′ 13,8″ N, 10° 47′ 22,8″ O)       | Barock Pfarrhaus (Langenreichen)                     | erste Hälfte 18. Jhd.              | Zweigeschossige Satteldachbau mit Ziergiebel und fünf zu fünf Fensterachsen. Das Portal ist schlicht ausgeführt. (Baudenkmal) |      |
| Langweid am Lech Augsburger Straße 28 (48° 29′ 23,4″ N, 10° 51′ 30,2″ O)             | Barock Pfarrhaus (Langweid am Lech)                  | 1680                               | Zweigeschossiger Satteldachbau mit Voluten-Zwerchgiebel wurde von Jörg Wörle errichtet und Ende des 19. Jahrhunderts erneuert. Das Gebäude besitzt fünf zu drei Fensterachsen und zwei Dachgeschosse. Die daneben stehende ehemalige Pfarrscheune ist ein Satteldachbau mit Quertenne und Hackenschopf aus dem Jahr 1779. (Baudenkmal)                                                 |      |
| Stadtbergen Leitershofen Bergstraße 3a (48° 21′ 6,5″ N, 10° 50′ 1,8″ O)              | Barock Pfarrhaus (Leitershofen)                      | 1736                               | Zweigeschossiger Walmdachbau mit geschweiftem Zwerchgiebel an der Ostseite wurde wohl von Johann Kaspar Radmiller aus Thannhausen errichtet. Fünfstufige Treppe zum rundbogigen Eingang. In einer Nische über dem Portal steht die Büste einer Heiligen, die von einem Stuckrahmen geschmückt wird. Die Ecklisenen, das Geschossgesims und die Faschen bestehen aus Putz. (Baudenkmal) |      |
| Mittelneufnach Kirchweg 3 (48° 10′ 30,8″ N, 10° 35′ 49″ O)                           | Barock Pfarrhaus (Mittelneufnach)                    | Mitte 18. Jhd.                     | Zweigeschossige Satteldachbau mit Putzbandgliederung und vier zu vier Fensterachsen. (Baudenkmal) |      |
| Schwabmünchen Mittelstetten Dorfstraße 48 (48° 12′ 14,9″ N, 10° 45′ 50,4″ O)         | Klassizismus Pfarrhaus Mittelstetten (Schwabmünchen) | 1869                               | Zweigeschossige Satteldachbau besitzt ein umlaufendes Sohlbankgesims. (Baudenkmal) |      |
| Thierhaupten Neukirchen Am Brunnenweg 2 (48° 33′ 44,3″ N, 10° 57′ 55,1″ O)           | Barock Pfarrhaus (Neukirchen (Thierhaupten))         | 1709/10 erbaut um 1860/70 erneuert | Zweigeschossiger Satteldachbau 1709/10 erbaut und um 1860/70 erneuert. Fünf Fensterachsen zur Gartenseite. Das Portal ist schlicht ausgeführt. (Baudenkmal) |      |
| Oberottmarshausen Königsbrunner Straße 5 (48° 14′ 18,1″ N, 10° 51′ 33,1″ O)          | Barock Pfarrhaus (Oberottmarshausen)                 | 1715 erbaut, 1792 verändert        | Zweigeschossiger Massivbau mit Satteldach, Ecklisenen und Putzgliederung wurde im Kern 1715 erbaut und 1792 verändert. Das Haus besitzt vier zu fünf Fensterachsen. (Baudenkmal) |      |
| Bobingen Reinhartshausen Waldberger Straße 2, (48° 15′ 25,3″ N, 10° 43′ 50,6″ O)     | Barock Pfarrhaus Reinhartshausen (Bobingen)          | 1772 bis 1774                      | Zweigeschossiger Satteldachbau im Stil des Barocks. Gesimsgliederung an der Giebelseite. (Baudenkmal) |      |
| Scherstetten Brunnenstraße 1 (48° 10′ 50,9″ N, 10° 38′ 27,1″ O)                      | Barock Pfarrhaus (Scherstetten)                      | 1762                               | Zweigeschossiger Satteldachbau mit umlaufendem, profiliertem Gesims und Giebelaufsätzen wurde von Joseph Koch errichtet. Das Gebäude besitzt vier zu vier Fensterachsen. (Baudenkmal) |      |
| Langerringen Schwabmühlhausen Kirchberg 10 (48° 6′ 22,8″ N, 10° 46′ 10,1″ O)         | Barock Pfarrhaus (Schwabmühlhausen)                  | 1730                               | Zweigeschossiger Mittertennbau mit Satteldach besitzt ein Ökonomiegebäude, das modern verändert wurde. (Baudenkmal) |      |
| Fischach Siegertshofen (Fischach) Kirchberg 6 (48° 15′ 16″ N, 10° 38′ 38,7″ O)       | Barock Pfarrhaus (Siegertshofen)                     | 1724                               | Zweigeschossiger Satteldachbau. An der nördlichen Traufseite Treppe zum rundbogigen Hauseingang. Im Inneren befinden sich teilweise farbig gefasste Stuckornamente an den Decken. Zudem sind die Innentüren mit Grisaillemalereien versehen. (Baudenkmal) |      |
| Zusmarshausen Steinekirch Hofmannstraße 12 (48° 22′ 23,5″ N, 10° 34′ 41,3″ O)        | Klassizismus Pfarrhaus (Steinekirch)                 | 1791/92                            | Zweigeschossiger Walmdachbau mit umlaufendem Traufgesims. Klassizistische Fassadengliederung: flache Putzbänder, Pilaster und Blendfelder mit stuckierten Ornamenten. (Baudenkmal) |      |
| Neusäß Steppach bei Augsburg Alte Reichsstraße 30 (48° 22′ 26,6″ N, 10° 49′ 33,8″ O) | Barock Pfarrhaus (Steppach bei Augsburg)             | 1753                               | Zweigeschossige Satteldachbau mit verzierten Giebel und fünf zu drei Fensterachsen. Das Portal ist schlicht ausgeführt. Der Aufzugsbalken über der ehemaligen Ladeluke ist erhalten. (Baudenkmal) |      |
| Neusäß Täfertingen Portnerstraße 4 (48° 24′ 40,3″ N, 10° 49′ 29,1″ O)                | Klassizismus Pfarrhaus (Täfertingen)                 | 1900                               | Zweigeschossiger Walmdachbau mit übergiebeltem Mittelrisalit und fünf Fensterachsen an der Straßenseite. Es ist im Stil der Neurenaissance errichtet. Das Portal ist schlicht ausgeführt. (Baudenkmal) |      |
| Thierhaupten Klosterberg 1 (48° 33′ 47,7″ N, 10° 54′ 39,1″ O)                        | Barock Pfarrhaus (Thierhaupten)                      | 18. Jhd.                           | Zweigeschossiger Walmdachbau mit fünf zu vier Fensterachsen und schlichtem Portal. (Baudenkmal) |      |
| Walkertshofen Hauptstraße 30 (48° 13′ 27,4″ N, 10° 35′ 21,1″ O)                      | Klassizismus Pfarrhaus (Walkertshofen)               | 1852                               | Zweigeschossiger Satteldachbau hat Stichbogenfenster. (Baudenkmal) |      |
| Westendorf Schulstraße 4 (48° 34′ 25″ N, 10° 50′ 19,2″ O)                            | Barock Pfarrhaus (Westendorf)                        | um 1700                            | Zweigeschossiger Satteldachbau mit geschweiften Blendgiebeln wurde um 1700 errichtet und um 1760 von Franz Xaver Kleinhans erneuert. Er besitzt vier zu drei Fensterachsen. (Baudenkmal) |      |

## Landkreis Dillingen an der Donau
| Gemeinde / Ort / Adresse Koordinaten                                                   | Baustil / Gebäudetyp                            | Erbaut                   | Bemerkungen | Bild |
| -------------------------------------------------------------------------------------- | ----------------------------------------------- | ------------------------ | --- | ---- |
| Aislingen Kirchstraße 3 (48° 30′ 29,4″ N, 10° 27′ 33,7″ O)                             | Barock Pfarrhaus (Aislingen)                    | 18. Jhd.                 | Walmdachbau mit fünf zu vier Fensterachsen. Er wurde über einem Vorgängerbau errichtet, wovon der unter der Hausmitte sich befindende Gewölbekeller erhalten ist. Zum Pfarrhaus gehört der daneben stehende Stadel mit Stichbogentor und Satteldach. (Baudenkmal) |      |
| Altenbaindt                                                                            | Barock Pfarrhaus (Altenbaindt)                  | 1622                     | Zweigeschossiger Walmdachbau mit Aufzugsgiebel, 1622 erbaut, im 18. Jahrhundert erneuert. (Baudenkmal) |      |
| Bächingen an der Brenz                                                                 | Klassizismus Pfarrhaus (Bächingen an der Brenz) | Anfang 19. Jhd.          | Eingeschossiger, langgestreckter Satteldachbau mit rechtwinklig angebautem Wirtschaftsteil, der ursprünglich die Wagenremise des Schlosses war. An den Traufseiten befinden sich profilierte Gesimse unterhalb des Dachansatzes. (Baudenkmal) |      |
| Bissingen                                                                              | Barock Pfarrhaus (Bissingen)                    | 1684                     | Zweigeschossige Satteldachbau mit geschweiftem Volutengiebel und drei zu drei Fensterachsen. Der dreigeschossige Giebel wird durch Gesimse geteilt. Am unteren Giebelgeschoss befindet sich ein umlaufendes Traufgesims. Eine doppelläufige Freitreppe führt zum Portal. (Baudenkmal) |      |
| Blindheim                                                                              | Barock Pfarrhaus (Blindheim)                    | 18. Jhd.                 | Zweigeschossiger Satteldachbau mit Traufgesims und profilierten Giebelgesimsen. Drei zu zwei Fensterachsen. Im Obergeschoss Decken mit einfachem Rahmenstuck. (Baudenkmal) |      |
| Buggenhofen                                                                            | Barock Pfarrhaus (Buggenhofen)                  | 18. Jhd.                 | Zweigeschossiger Sattel- bzw. Halbwalmdachbau mit profiliertem Traufgesims und vier zu zwei Fensterachsen. Im Giebelfeld kleine Steinfigur des heiligen Antonius aus der Bauzeit. (Baudenkmal) |      |
| Buttenwiesen Schulplatz 16                                                             | Neurenaissance Pfarrhaus                        | um 1860                  | zweigeschossiger Walmdachbau mit Neurenaissancedekor. (Baudenkmal) |      |
| Deisenhofen                                                                            | Barock Pfarrhaus (Deisenhofen)                  | 1761                     | Zweigeschossiger Satteldachbau, im Kern um 1761. Wurde Anfang des 19. Jahrhunderts überarbeitet. Der langgezogener, schmuckloser Bau mit acht Fensterachsen. (Baudenkmal) |      |
| Dillingen an der Donau                                                                 | Heimatstil Pfarrhaus (Dillingen an der Donau)   | 1900                     | Zweigeschossiger Neurenaissance-Bau mit polygonalem Erkerturm. (Baudenkmal) |      |
| Dillingen an der Donau                                                                 | Barock Stadtpfarramt (Dillingen an der Donau)   | im Kern wohl im 17. Jhd. | Dreigeschossiger Giebelbau mit Eckerker auf Profilkonsole und profiliertem Traufgesims. Erdgeschoss modernisiert. Fenster mit aufgemalten Faschen versehen. (Baudenkmal) |      |
| Buttenwiesen Frauenstetten Kirchenstraße 7                                             | Klassizismus Pfarrhaus                          | 18./19. Jahrhundert      | zweigeschossiger Walmdachbau mit Putzdekor. (Baudenkmal) |      |
| Wertingen Gottmannshofen Alte Straße 6 (Koordinaten: 48° 33′ 24,4″ N, 10° 41′ 44,6″ O) | Pfarrhaus                                       | 1570                     | zweigeschossiger Satteldachbau mit Schweifgiebel und Lisenengliederung, 1570 erbaut, später verändert. (Baudenkmal) |      |
| Gundelfingen an der Donau                                                              | Rokoko Pfarrhaus (Gundelfingen an der Donau)    | 1815                     | Zweigeschossiger Bau mit Mansardwalmdach, Zwerchgiebel und hohem, gewöbltem Keller mit äußerem Zugang. An der Straßenfront vier Fensterachsen. An den Ecken Geschosstrennung durch Putzbänder. Freitreppe zum segmentbogigen Portal. Im Inneren Treppe in drei Läufen mit Podesten zum Obergeschoss. Das klassizistische Treppengeländer mit ausgesägten Brettbalustern besitzt am Anfang eine Säule mit gedrehter Bekrönung. Alle Türen sind mit Profilrahmen und Füllungen versehen. (Baudenkmal)                                                                                                   |      |
| Haunsheim                                                                              | Barock Pfarrhaus (Haunsheim)                    | 17. Jh.                  | Zweigeschossiger Massivbau mit sechs zu drei Fensterachsen besitzt einen Erker an der Südostecke. |      |
| Hausen                                                                                 | Barock Pfarrhaus (Hausen)                       | 1706                     | Zweigeschossiger Satteldachbau mit vier zu fünf Fensterachsen. Geschosse durch schmale Gesimse getrennt. Giebel mit Profilrahmen. Fensterstürze mit Putzverzierung. (Baudenkmal) |      |
| Wertingen Hirschbach Sankt-Peter-Straße 33                                             | Barock Pfarrhaus                                | um 1700                  | zweigeschossiger Satteldachbau mit Fachwerkobergeschoss, um 1700. (Baudenkmal) |      |
| Lauingen                                                                               | Barock Pfarrhaus (Lauingen)                     | 18. Jhd.                 | Dreigeschossiger Walmdachbau wurde im 18. Jahrhundert errichtet und im 19. Jahrhundert verändert. Haus mit fünf Fensterachsen an allen Seiten und profiliertes Traufgesims. Unter den Fenstern des ersten Obergeschosses verläuft ein Gesims in Höhe der Sohlbank. Über dem Portal mit Oberlicht befindet sich eine Segmentbogennische mit einer Steinfigur der gekrönten Muttergottes mit Kind aus der ersten Hälfte des 18. Jahrhunderts. Im Inneren ist das Treppengeländer des Spätrokoko mit durchbrochenen Balustern und reich geschnitzten Anfängen in Volutenform bemerkenswert. (Baudenkmal) |      |
| Lauterbach                                                                             | Barock Pfarrhof Lauterbach                      | 1727/28                  | Zweigeschossiger Walmdachbau mit reich gestalteter Barockfassade und Freitreppe. (Baudenkmal) |      |
| Lutzingen                                                                              | Barock Pfarrhaus (Lutzingen)                    | um 1760                  | Zweigeschossiger Satteldachbau mit fünf Fensterachsen an der Traufseite. Giebelseite auf drei Höhen durch Gesimse horizontal gegliedert. Über der Rundbogentür ist ein Querrechteckfenster mit eingezogenen Halbkreisschlüssen und darüber eine Muschelnische mit geohrtem Rahmen und Kalksteinkonsole. Darauf steht ein Engel aus dem Ende des 17. Jahrhunderts. Im Inneren: Stuckdecken, im Obergeschoss Rahmenstuck mit Blumen und Puttenköpfen. Holztreppe mit gedrehten Balustern und Pfosten mit geschnitzten Feldern bzw. Wangen mit Muschelwerkschnitzereien. (Baudenkmal)                    |      |
| Oberliezheim                                                                           | Barock Pfarrhaus (Oberliezheim)                 | 18. Jhd.                 | Zweigeschossiger Satteldachbau mit Eckrustika und vier zu zwei Fensterachsen. Nische über Tür mit Holzfigur von Christus aus dem 18. Jahrhundert. (Baudenkmal) |      |
| Buttenwiesen Oberthürheim Ulrich-von-Thürheim-Straße 42                                | Klassizismus Pfarrhaus                          | um 1860/70               | zweigeschossiger Satteldachbau mit Flachrisaliten und stichbogigen Öffnungen. (Baudenkmal) |      |
| Buttenwiesen Pfaffenhofen St.-Martin-Straße 15                                         | Pfarrhaus                                       | 1782                     | Zweigeschossiger Satteldachbau. (Baudenkmal) |      |
| Prettelshofen                                                                          | Barock Pfarrhaus (Prettelshofen)                | 18. Jh.                  | Zweigeschossiger Satteldachbau mit Schweifgiebel und vier zu vier Fensterachsen. Die Eck- und Geschossgliederung durch Putzbänder; Faschen aus Putz. (Baudenkmal) |      |
| Schwennenbach                                                                          | Barock Pfarrhaus (Schwennenbach)                | 1708                     | Zweigeschossiger Krüppelwalmdachbau mit Putzdekor, erbaut von Konrad Rotmüller. Massivbau mit fünf zu vier Fensterachsen und Geschosstrennung durch Gurtgesimse. Pfarrstadel mit doppeltem Korbbogentor aus dem 18. Jahrhundert. (Baudenkmal) |      |
| Steinheim an der Donau                                                                 | Barock Pfarrhaus (Steinheim an der Donau)       | 18. Jhd.                 | Zweigeschossiger Satteldachbau mit vorkragendem Obergeschoss und profiliertem Traufgesims, das am Giebel verkröpft ist. Drei zu sechs Fensterachsen. Dahinter Pfarrscheune mit Satteldach und großen Segmentbogentor. (Baudenkmal) |      |
| Villenbach                                                                             | Barock Pfarrhaus (Villenbach)                   | 1715                     | Zweigeschossiger Satteldachbau in Massivbauweise mit Profilbändern am Giebel. (Baudenkmal) |      |
| Wertingen Pfarrgasse 1                                                                 | Barock Pfarrhaus                                | 1729                     | zweigeschossiger, giebelständiger Satteldachbau mit geschweiftem Blendgiebel und verputztem Fachwerk (Baudenkmal) |      |
| Wittislingen                                                                           | Barock Pfarrhaus (Wittislingen)                 | 1732                     | Zweigeschossiger Satteldachbau mit risalitartigem Anbau im Westen und profiliertem Trauf- und Giebelgesims. Über der Tür mit Oberlich in Werksteingewände. Fünf zu vier Fensterachsen. Umfriedung: Gartenmauer aus Bruchstein, wohl aus dem 18. Jahrhundert. (Baudenkmal) |      |
| Ziertheim                                                                              | Barock Pfarrhaus (Ziertheim)                    | 1719                     | Zweigeschossiger Walmdachbau mit profiliertem Traufgesims. Im Wappenstein über dem Portal mit der Jahreszahl 1719 bezeichnet. Verputzter Massivbau mit fünf zu drei Fensterachsen. Das Relief über dem Portal zeigt in einem Akanthusrahmen das Wappen des Abtes Amandus Fischer des Klosters Neresheim. Im Inneren sind alle Türen aus der Bauzeit mit Füllungen und alten Beschlägen erhalten. Die Treppe besitzt zwei gerade Läufe mit Korbbogentonne. (Baudenkmal) |      |

## Landkreis Donau-Ries
| Gemeinde / Ort / Adresse Koordinaten                                              | Baustil / Gebäudetyp                | Erbaut                                          | Bemerkungen | Bild           |
| --------------------------------------------------------------------------------- | ----------------------------------- | ----------------------------------------------- | --- | -------------- |
| Kaisheim Altisheim Willibaldsstraße 2 (48° 44′ 11,2″ N, 10° 52′ 28″ O)            | Barock Pfarrhaus                    | 18. Jh.                                         | Zweigeschossiger Satteldachbau mit profiliertem Gesimsen an Traufe und Giebelfuß sowie Aufzugsöffnungen. |                |
| Möttingen Appetshofen Appetshofen 73 (48° 49′ 3,5″ N, 10° 36′ 19,7″ O)            | Barock Pfarrhaus                    | zweite Hälfte 18. Jh.                           | Östlich an die Chorturmkirche anschließend, zweigeschossiger Satteldachbau mit nach Westen abgewalmtem Dach, Ecklisenen und profiliertem Trauf- und Giebelsohlegesims, 1957 nach Osten bis zum Kirchturm erweitert. |                |
| Auhausen Klosterhof 1 (49° 0′ 28,6″ N, 10° 37′ 9,2″ O)                            | Barock ehem. Prälatur               | 1521                                            | Zweigeschossiger Walmdachbau mit winkligem Grundriss auf hohem Sockelgeschoss mit massiv gemauertem Erdgeschoss und verputztem Fachwerk im Obergeschoss, im Kern bez. 1521, Obergeschoss und Walmdach barock, mehrfach verändert. |                |
| Buchdorf Baierfeld Pfarrer-Hoffmann-Straße 17 (48° 47′ 48,5″ N, 10° 50′ 44,8″ O)  | Barock Pfarrhaus                    | 1699                                            | Zweigeschossiger Satteldachbau mit profilierten Trauf- und Giebelgesimsen und Werksteineinfassung am Portal, 1699; Pfarrstadel, Satteldachbau, um 1700. |                |
| Rain Bayerdilling Am Kirchberg 9 (48° 39′ 11,6″ N, 10° 57′ 38,3″ O)               | Klassizismus Pfarrhaus              | 1720                                            | Zweigeschossiger Giebelbau mit fünf zu drei Fensterachsen und mehreren Stuckdecken. (Baudenkmal) |                |
| Ehingen am Ries Belzheim Haus-Nr. 37 (48° 57′ 46,9″ N, 10° 31′ 42,5″ O)           | Barock Pfarrhaus                    | 1779                                            | Dreigeschossiger Satteldachbau mit fünf zu vier Achsen. Über dem Eingang, Wappen mit der Jahreszahl 1779. Umfassungsmauer aus der Erbauungszeit des Gebäudes. (Baudenkmal) |                |
| Deiningen Sankt-Martin-Straße 6 (48° 51′ 39,8″ N, 10° 34′ 12,6″ O)                | Klassizismus Pfarrhaus              | 1870                                            | Zweigeschossiger Satteldachbau über hohem Sockel mit Kolossallisenen, profiliertem Trauf- wie Giebelgesims sowie Firstaufsatz, nach Brand 1870 über älterem Kern errichtet. (Baudenkmal) |                |
| Tapfheim Donaumünster Reichenbachstraße 4 (48° 40′ 45,2″ N, 10° 42′ 38,6″ O)      | Barock Pfarrhaus                    | 1772                                            | Zweigeschossiger Walmdachbau mit fünf Fensterachsen und profiliertem Traufgesims. Zweiläufige Freitreppe im Süden, mit steinernen Balustern. (Baudenkmal) |                |
| Ehingen am Ries Hauptstraße 39 (48° 57′ 55,2″ N, 10° 33′ 23,8″ O)                 | Klassizismus Pfarrhaus              | 1864                                            | Zweigeschossiger Walmdachbau mit profiliertem Gurt- und Traufgesims sowie Segmentbogenfenster. (Baudenkmal) |                |
| Niederschönenfeld Feldheim Hauptstraße 16 (48° 42′ 43″ N, 10° 54′ 40,5″ O)        | Barock Pfarrhaus                    | Anfang 18. Jh.                                  | Zweigeschossiger Satteldachbau mit Putzgliederung und geschweiftem Giebelaufsatz. |                |
| Wechingen Fessenheim Kirchgaß 1 (48° 52′ 2,2″ N, 10° 37′ 17,5″ O)                 | Barock Pfarrhaus                    | zweite Hälfte 18. Jh.                           | Zweigeschossiger Satteldachbau mit Giebelgesimsen und Aufzugsöffnung. (Baudenkmal) |                |
| Monheim Flotzheim Pfarrer-Frank-Straße 8 (48° 50′ 9,7″ N, 10° 48′ 48,2″ O)        | Barock Pfarrhaus                    | 1732                                            | Zweigeschossiger Walmdachbau mit profiliertem Traufgesims, Fledermaus- und Schleppdachgauben. Fünf zu drei Fensterachsen. Wappenstein über dem Eingang mit Jahreszahl 1732. Das Wappen des Abtes Rogerius Friesl (1723–1739) ist nahezu unkenntlich. Gartenmauer um 1740 errichtet. (Baudenkmal) |                |
| Forheim Kirchplatz 8 (48° 45′ 29,4″ N, 10° 26′ 55,4″ O)                           | Renaissance Pfarrhaus               | 1530/50                                         | Zweigeschossiger Satteldachbau mit gemauertem Erdgeschoss, Obergeschoss und zweifach vorkragendem Giebel in Fachwerk, der westliche verschalt, sowie mit aufgedoppelter Tür, um 1530/50, hölzernes Türgerüst 1706 (bezeichnet). |                |
| Fünfstetten Schulberg 4 (48° 49′ 58,1″ N, 10° 45′ 45,7″ O)                        | Barock Pfarrhaus                    | 1792                                            | Zweigeschossiger Walmdachbau, Schleppdachgauben und profiliertem Traufgesims. Fassade mit Ecklisenen und fünf zu vier Fensterachsen. Der Wappenstein über dem Portal ist mit der Jahreszahl 1792 bezeichnet. (Baudenkmal) |                |
| Marxheim Gansheim Kirchplatz 3 (48° 46′ 46″ N, 10° 57′ 17,6″ O)                   | Barock Pfarrhaus                    | 1680/90                                         | Zweigeschossiger Satteldachbau mit profiliertem Traufgesims und Ecklisenen. Sechs zu drei Fensterachsen. (Baudenkmal) |                |
| Huisheim Gosheim Schloßplatz 3 (48° 49′ 54,4″ N, 10° 43′ 11,4″ O)                 | Barock Burg Gosheim jetzt Pfarrhaus | im Kern 16. Jh.; 17./18. Jh.                    | Viergeschossiger Walmdachbau mit aufgeputzter Eckquaderung und profiliertem Traufgesims, westlich an die Kirche angebaut, auf mittelalterlichen Grundmauern, im Kern 16. Jahrhundert, im 17./18. Jahrhundert barockisiert. Stadel, erdgeschossiger Bau mit steilem Satteldach, um 1686 (dendrochronologisch datiert). Ursprünglich Burg, wird heute als Pfarrhaus genutzt.                                                              |                |
| Nördlingen Grosselfingen Kirchweg 3 (48° 50′ 14,1″ N, 10° 33′ 36,6″ O)            | Neobarock Pfarrhaus                 | 1911                                            | Zweigeschossiger neubarocker Walmdachbau, von Karl Adolf Brendel, 1911. |                |
| Hainsfarth Pfarrgasse 4 (48° 57′ 36,3″ N, 10° 37′ 24,5″ O)                        | Klassizismus Pfarrhaus              | 1788                                            | Zweigeschossiger Walmdachbau mit profiliertem Traufgesims; im Kern 2. Hälfte 18. Jahrhundert. An der Fassade ist eine Sonnenuhr, mit der Jahreszahl 1788. |                |
| Fremdingen Hochaltingen Schloßstraße 6 (48° 57′ 50,9″ N, 10° 30′ 5,6″ O)          | Renaissance Pfarrhaus               | 1532                                            | Zweigeschossiger Satteldachbau mit Staffelgiebel und profiliertem Traufgesims. 1532 wohl über älterem Kern erneuert. Vier zu drei Fensterachsen. Pfarrstadel:erdgeschossiger Satteldachbau aus dem späten 18. Jahrhundert, stark verändert. Einfriedung aus dem späten 18. Jahrhundert. (Baudenkmal) |                |
| Hohenaltheim Schulstraße 1 (48° 46′ 57,9″ N, 10° 32′ 5,8″ O)                      | Barock Pfarrhaus                    | 1616                                            | Zweigeschossiger Satteldachbau mit offenem Fachwerk im Obergeschoss, Kranbalken und Firstaufsatz, 1616. |                |
| Holzheim Pfarrweg 3 (48° 36′ 49,5″ N, 10° 56′ 53,6″ O)                            | Barock Pfarrhaus                    | 1721                                            | Zweigeschossiger Satteldachbau mit profilierten Geschoss- und Traufgesimsen wurde 1721 nach einem Brand neu errichtet. Fünf zu zwei Fensterachsen und Rundbogen auf Lisenen. Pfarrstadel: eingeschossiger Satteldachbau mit Treppengiebeln aus der Mitte des 19. Jahrhunderts. |                |
| Huisheim Am Bergle 1 (48° 49′ 24,3″ N, 10° 42′ 20,3″ O)                           | Barock Pfarrhaus, jetzt Pfarrheim   | im Kern spätes 16. Jahrhundert / 1700 verändert | Zweigeschossiger Satteldachbau im Kern spätes 16. Jahrhundert, um 1700 verändert, nördlicher Anbau wohl 20. Jahrhundert; mit Ausstattung und Einfriedung. Gebäude war ursprünglich das Amtshaus. |                |
| Nördlingen Kleinerdlingen Erninger Straße 41 (48° 50′ 5,4″ N, 10° 28′ 30,7″ O)    | Neobarock Pfarrhaus                 | 1901                                            | Zweigeschossiger traufseitiger Satteldachbau mit Lisenengliederung, 1901. |                |
| Möttingen Kleinsorheim Oberdorf 4 (48° 47′ 20,1″ N, 10° 36′ 28,7″ O)              | Klassizismus Pfarrhaus              | 1840/42                                         | Zweigeschossiger Walmdachbau mit tiefem Dachüberstand, Ecklisenen und segmentbogigen Tür- und Fensteröffnungen. Stadel: Satteldachbau mit ehemaligen segmentbogigen Toreinfahrten, um 1842, später verändert. Ehemaliges Waschhaus: Walmdachbau mit Lisenengliederung und Zahnschnittfries sowie mit segmentbogigen Tür- und Fensteröffnungen, um 1842. Einfriedung mit Torpfeilern mit Lisenengliederung und Zahnschnittfries, um 1842 |                |
| Munningen Laub Dorfstraße 24 (48° 54′ 12,5″ N, 10° 39′ 22″ O)                     | Barock Pfarrhaus                    | 17. /18. Jh.                                    | Zweigeschossiger Satteldachbau mit Aufzugsöffnungen. Einfriedung, 18. Jahrhundert. Schuppen: Satteldachbau, wohl noch 18. Jahrhundert |                |
| Mertingen Hilaria-Lechner-Straße 1 48° 39′ 19,7″ N, 10° 48′ 4,9″ O                | Barock Pfarrheim                    | 2. Viertel 18. Jh.                              | Zweigeschossiger Satteldachbau mit Giebelgesimsen und fünf zu zehn Fensterachsen. |                |
| Marktoffingen Minderoffingen Obere Straße 15 48° 56′ 35,9″ N, 10° 27′ 48,8″ O     | Klassizismus Pfarrhaus              | um 1840/50                                      | Zweigeschossiger, spätklassizistischer Satteldachbau mit Ecklisenen und Putzrahmen um die Fenster mit Freitreppe. Schlichter Eingang. Angebaute Remise mit rechteckiger und stichbogiger Einfahrt aus der gleichen Zeit mit Halbwalmdach. |                |
| Munningen Hauptstraße 25 (48° 55′ 17,8″ N, 10° 36′ 13,6″ O)                       | Klassizismus Pfarrhaus              | 18. Jh.                                         | Zweigeschossiger Satteldachbau mit Ecklisenen und profiliertem Traufgesims, 18. Jahrhundert |                |
| Nördlingen Baldinger Straße 25 (48° 51′ 11,4″ N, 10° 29′ 10″ O)                   | Renaissance Spitalpfarrhof          | 15. Jh.                                         | Dreigeschossiger Fachwerkbau mit Satteldach und vorkragenden Ober- und Giebelgeschosse. Rückwärtig überdachte Holzaltane im frühen 18. Jahrhundert angebaut. Haustür mit profiliertem Rahmengerüst und geschweiften Felderungen aus der Mitte des 18. Jahrhunderts. |                |
| Nördlingen Hallgasse 6, Pfarrgasse 4 (48° 51′ 0,6″ N, 10° 29′ 17,8″ O)            | Renaissance ehem. Pfarrhaus         | 1663                                            | Dreigeschossiger zur Hallgasse giebelständiger Satteldachbau in Ecklage, Untergeschoss massiv, vorkragende Obergeschosse als Fachwerkständerbau, Rähm mit Eierstabläufen, Eckständer mit Schnitzdekor, wohl von Valentin Schübler; Eingangstür, zweiflügelig und mit Oberlicht, spätklassizistisch, um 1800; bildet mit Pfarrgasse 4 eine Einheit.                                                                                      | weitere Bilder |
| Nördlingen Kerschensteinerstraße 2 (48° 51′ 13,3″ N, 10° 30′ 17″ O)               | Modern Pfarrhaus                    | 1960–62                                         | Zweigeschossiger Satteldachbau, zeitgleich mit Kirche St. Josef, von Hansjakob Lill. |                |
| Nördlingen Pfarrgasse 1 (48° 51′ 1,4″ N, 10° 29′ 21,8″ O)                         | Barock ehem. Pfarrhaus              | Ende 16. Jh.                                    | Dreigeschossiger Eckbau mit Satteldach und Treppengiebel mit S-förmigen Voluten, Rundbogenportal mit Suevitgewände, Oberlicht mit nachgotischem Fischblasenornament, im Kern letztes Viertel 15. Jahrhundert. | weitere Bilder |
| Nördlingen Salvatorgäßchen 2 (48° 50′ 52,2″ N, 10° 29′ 17,7″ O)                   | Renaissance Pfarrhaus               | um 1420                                         | Langgestreckter zweigeschossiger Satteldachbau mit Fachwerkerker, erneuert 1474. | weitere Bilder |
| Oettingen in Bayern Pfarrgasse 3 (48° 57′ 14,5″ N, 10° 36′ 19,6″ O)               | Renaissance Pfarramt                | im Kern 14./15.                                 | Zweigeschossiger Satteldachbau mit übergiebeltem Zwerchhaus im Süden und aufgeputztem Stufenfries am Westgiebel, im Kern 14./15. Jahrhundert die ehemalige Friedhofskapelle, Mitte 19. Jahrhundert erneuert | weitere Bilder |
| Oettingen in Bayern Pfarrgasse 1 (48° 57′ 15,1″ N, 10° 36′ 20,1″ O)               | Barock Dekanat                      | 1. Hälfte 18. Jh.                               | Zweigeschossiger Satteldachbau, Schweifgiebel mit Giebeltympanon. Hofmauer, teils verputztes Bruchsteinmauerwerk, mit ädikulaartig gerahmter korbbogiger Durchfahrt, 1. Hälfte 18. Jahrhundert. | weitere Bilder |
| Oettingen in Bayern Pfarrgasse 10 (48° 57′ 12,4″ N, 10° 36′ 17,8″ O)              | Barock Pfarrhaus                    | 1725                                            | Zweigeschossiger Walmdachbau mit abgerundeten Ecken, Lisenengliederung, über Eingang und Toreinfahrt durchbrochenem Bandgesims, Putzrahmen mit Kragstein um die Fenster, Freitreppe und Toreinfahrt im Osten sowie mit barocker Hausfigur Maria Immaculata, von Johann Christoph, Lüttich, 1725 | weitere Bilder |
| Oettingen in Bayern Ledergasse 24 (48° 57′ 15″ N, 10° 36′ 22,3″ O)                | Renaissance Mesnerhaus              | zweite Hälfte 16. Jh.                           | Dreigeschossiger Bau mit Krüppelwalmdach, Aufzugsgiebel sowie mit jeweils vorkragenden, verputzten Fachwerkgeschossen. Rundbogeneingangsportal aus naturstein. Teils verbaute Stadtmauer aus dem 13. Jahrhundert. |                |
| Fremdingen Raustetten Raustetten 4 (48° 58′ 3,3″ N, 10° 26′ 14,3″ O)              | Barock Pfarrhaus                    | Mitte 18. Jh.                                   | Zweigeschossiger Massivbau mit Walmdach und zwei zu drei Fensterachsen. |                |
| Reimlingen Kirchberg 8 (48° 48′ 59,8″ N, 10° 30′ 54,6″ O)                         | Klassizismus Pfarrhaus              | 1780                                            | Zweigeschossiger Walmdachbau mit Eingang mit Kämpferprofil und Scheitelstein sowie mit segmentbogigen Fensteröffnungen, im Kern 1780, später verändert. Pfarrstadel: Satteldachbau mit segmentbogigen Fenster-, Tür- und Toröffnungen, 1848 neu errichtet. Hofmauer, mit Fußgängerpforte, im Kern wohl um 1780. |                |
| Rögling Nadlerstraße 5 (48° 50′ 52,3″ N, 10° 56′ 56,7″ O)                         | Barock Pfarrhaus                    | 1708                                            | Zweigeschossiger Satteldachbau mit Putzrahmen um Fenster und Figurennische, von Christoph Engelsdorfer, 1775 nach Brand wieder aufgebaut, neubarock überarbeitet. |                |
| Nördlingen Schmähingen Kirchbergstraße 6 (48° 48′ 22,3″ N, 10° 30′ 54,1″ O)       | Klassizismus Pfarrhaus              | 1816                                            | Zweigeschossiger, giebelständiger Massivbau über hohem Sockelgeschoss. War ursprünglich Teil eines Pfarrhofes mit Scheune. Zwei zu fünf Fensterachsen mit Schopfwalmdach. Hofummauerung vermutlich aus der Bauzeit des Pfarrhauses. | weitere Bilder |
| Rain am Lech Staudheim Römerstraße 29 (48° 42′ 1,7″ N, 10° 58′ 53,3″ O)           | Klassizismus Pfarrhaus              | 1806                                            | Zweigeschossiger Satteldachbau mit Aufzugsöffnungen im Giebel |                |
| Hainsfarth Steinhart Frankenstraße 18 (48° 57′ 42,6″ N, 10° 40′ 14,2″ O)          | Barock Pfarrhaus                    | 1745/46                                         | Zweigeschossiger Schopfwalmdachbau mit Ecklisenen und Traufgesims, von Johann David Steingruber mit fünf zu drei Fensterachsen; Pfarrstadel: erdgeschossiger Satteldachbau mit segmentbogigen Toren, im Kern 2. Hälfte 18. Jahrhundert. |                |
| Tagmersheim Kirchplatz 1 (48° 49′ 18,4″ N, 10° 58′ 20,2″ O)                       | Barock Pfarrhaus                    | 1725                                            | Zweigeschossiger Walmdachbau in Hanglage, von Johann Gabrieli nach Plänen von Johann Benedikt Ettl, mit Ausstattung und Putzgliederung. |                |
| Tapfheim Ulmer Straße 70 (48° 40′ 18,2″ N, 10° 40′ 45,8″ O)                       | Barock Pfarrhaus                    | 1694                                            | Zweigeschossiger Satteldachbau mit Gurt-, Trauf- und Giebelgesimsen sowie einer Freitreppe im Süden, 1694 (bezeichnet). |                |
| Mönchsdeggingen Untermagerbein Untermagerbein 35 (48° 44′ 59″ N, 10° 34′ 39,6″ O) | Barock Pfarrhaus                    | 1750                                            | Zweigeschossiger Satteldachbau mit Werksteineinfassung am Eingang, 1731 (bezeichnet). Zwei zu fünf Fensterachsen. |                |
| Maihingen Utzwingen Kreisstraße 30 (48° 56′ 25,6″ N, 10° 29′ 59,2″ O)             | Barock Pfarrhaus                    | 1731                                            | Zweigeschossiger Walmdachbau mit Zwerchgiebel, Ecklisenen und Gurtgesims. Fünf zu drei Fensterachsen. Über dem Portal: Sandsteinrelief mit der heiligen Klara von Assisi. |                |
| Donauwörth Wörnitzstein Graf-Hartmann-Straße 31 (48° 43′ 58,1″ N, 10° 43′ 3,3″ O) | Rokoko Pfarrhaus                    | 1741                                            | Zweigeschossiger Walmdachbau nach Plänen des Baumeisters Johann Georg Hitzelberger. Fünf Fensterachsen mit Putzgliederung. Portal mit profilierten Gewänden darüber Wappen des Abts Cölestin I. Meermoos. Pfarrstadel aus dem Jahr 1758, 1783 vergrößert. |                |

## Landkreis Günzburg
| Gemeinde / Ort / Adresse Koordinaten | Baustil / Gebäudetyp | Erbaut                                      | Bemerkungen | Bild |
| ------------------------------------ | -------------------- | ------------------------------------------- | --- | ---- |
| Pfarrhaus (Aichen)                   | Neobarock            | 1913                                        | Zweigeschossiger neubarocker Satteldachbau nach Plänen des Regierungsbaumeisters Andreas Utz. Drei zu drei Fensterachsen. Vor dem Portal befindet sich ein offener Vorraum mit geschwungenem Eingang. |      |
| Pfarrhaus (Autenried)                | Barock               | zwischen 1735 und 1740                      | Zweigeschossiger Walmdachbau wurde von Maurermeister Joseph Meitinger errichtet. Am südlichen Walm befindet sich ein aufwendiges Dachfenster mit Dreiecksgiebel. |      |
| Pfarrhaus (Behlingen)                | Barock               | 1783                                        | Zweigeschossiger Walmdachbau von Joseph Dossenberger d. J. mit fünf zu vier Fensterachsen. Innen: Zweiläufige Podesttreppe. Keller: Tonnengewölbe stammt noch von dem dokumentierten Vorgängerbau. Ausstattung: Drei barocke Zweifeldertüren mit Ziehknauf, ein zweiflügeliges Fenster und verzierte Winkelbänder vorhanden. Im Vorraum Kassettendecke erhalten. |      |
| Pfarrhof Billenhausen                | Rokoko               | 1773                                        | Stattlicher, zweigeschossiger Mansardwalmdachbau im Stil des Spätbarock nach Plänen des Baumeisters Joseph Dossenberger. Auf straßenzugewandten Seite mit Mittelrisalit, perspektivisch gegliederte Architekturmalerei. |      |
| Pfarrhaus Breitenthal (Schwaben)     | Rokoko               | 1770                                        | Zweigeschossiger Massivbau mit hohem Walmdach und fünf zu fünf Fensterachsen liegt auf einem terrassenförmigen Vorsprung in ortsbildprägender Lage. Innenausstattung: Spiegeldecke mit gestrecktem Vierpass. 2011/12 aufwendig restauriert. Dabei wurde der historische Dachstuhl saniert und die Außenfassade in Fresko-Malerei neu gestaltet. |      |
| Pfarrhaus (Bubesheim)                | Barock               | 17./18.                                     | Zweigeschossiger Satteldachbau mit zwei zu fünf Fensterachsen. Innenausstattung: Tonnengewölbten Keller, vermutlich von Vorgängerbau, Treppe mit Balustern, Zweifeldertüren sowie der geschnitzte Rosettenschmuck der Türrahmen stammen aus der Zeit um 1850/60. Die historischen Böden mit Gehrung sind im Obergeschoss vollständig erhalten. |      |
| Pfarrhaus (Burtenbach)               | Barock               | im Kern im 17./18. 1833 weitgehend erneuert | Zweigeschossiger Giebelbau mit hohem Sockel mit zwei zu vier Fensterachsen. Die Überformung von 1833 und der Umbau von 1890 sowie Modernisierungen in den 1980er Jahren haben die historische Substanz des Gebäudes stark reduziert. |      |
| Pfarrhaus (Deisenhausen)             | Klassizismus         | 1848                                        | Zweigeschossiger Giebelbau, der an der Stelle eines Vorgängerbaus aus den 1750er Jahren. Drei zu fünf Fensterachsen mit Rundbogenfries am Ortgang. Von der bauzeitlichen Ausstattung sind erhalten: Zweifeldertüren mit Schippenbänder, Dielenböden mit Gehrung und zweiflügelige Fenster mit geteiltem Oberlicht. Bei der in den Jahren 1999/2000 erfolgten Renovierung blieb der Grundriss erhalten und die Ausstattung wurde sachgemäß restauriert. Die neugotische Einfriedung und das Wegekreuz wurden instand gesetzt. |      |
| Pfarrhaus (Hafenhofen)               | Barock               | 1736                                        | Zweigeschossiger Satteldachbau von Anton Ernst von Fugger-Glött mit drei zu fünf Fensterachsen. An der Traufseite befindet sich das pilastergerahmte Portal mit querliegendem Oberlicht. Keller: Tonnengewölbe mit Lichtschächten. 1999 und 2000 umfassend renoviert. Aus der Erbauungszeit haben sich barocke Zweifeldertüren mit ziselierten Bockshornbändern, Stuckgesimse sowie einfache Stuckdecken erhalten. Besonders qualitätsvoll ist das Geländer der Treppe mit Flachbalustern. |      |
| Pfarrhaus (Landensberg)              | Barock               | 18. Jhd.                                    | Zweigeschossiger Satteldachbau mit vier zu fünf Fensterachsen. Zweiseitige Freitreppe zum Portal, das von einem gesprengten Giebel auf Lisenen ruhend geschmückt wird. Innen: barocke Zweifeldertüren mit ziselierten Bockshornbändern, Stuckgesimse sowie einfache Stuckdecken erhalten. Besonders qualitätsvoll ist das Geländer der Treppe mit Flachbalustern. |      |
| Pfarrhaus (Langenhaslach)            | Barock               | 1731                                        | Zweigeschossiger Satteldachbau mit sieben Fensterachsen an seiner Längsseite. Fenster und Portal mit profilierten Hausteinen gerahmt. |      |
| Pfarrhaus (Leipheim)                 | Renaissance          | 1517                                        | Dreigeschossiger Satteldachbau mit vorkragenden, verputzten Fachwerkobergeschossen. Auf der nördlichen Traufseite integriert der Bau die mittelalterliche Stadtmauer. Von der historischen Ausstattung ist nach öfteren Modernisierungen nur noch die einläufige Treppe der Biedermeierzeit erhalten. |      |
| Pfarrhaus (Memmenhausen)             | Barock               | 1677 errichtet 1747 erneuert                | Giebelständiger, zweigeschossiger Satteldachbau von Johann Georg Hitzelberger mit zwei zu fünf Fensterachsen. Grundriss mit mittiger Teilung. Pfarrstadel, vermutlich um 1690 erbaut. Holzverbindungen mit Vermischung von Verblattungen und Verzapfungen. Im östlichen Teil historische Fachwerkwände mit bauzeitlichen Farbfassungen. Im Inneren: vierjochige und zweischiffige Holzstützenkonstruktion. |      |
| Pfarrhaus (Mindelaltheim)            | Klassizismus         | 1864                                        | Zweigeschossiger Satteldachbau mit Putzgliederungen besitzt noch Teile der originalen Ausstattung: Dielenböden mit Gehrung, Vierfeldertüren und Schippenbänder. Im Jahr 1997 wurde das Pfarrhaus renoviert und ein Saal angebaut. |      |
| Pfarrhof (Münsterhausen)             | Barock               | 18. Jhd.                                    | Zweigeschossiger Walmdachbau mit vier zu fünf Fensterachsen. Pfarrstadel: traufseitiger Walmdachbau mit Stichbogentor und einer Architekturgliederung in Ritztechnik. |      |
| Pfarrhaus (Obergessertshausen)       | Barock               | 1743                                        | Zweigeschossiger Satteldachbau mit vier zu drei Fensterachsen. Die Geschosse werden durch Gesimse getrennt. Ladeluke im Giebel. |      |
| Pfarrhaus (Offingen)                 | Rokoko               | 1748                                        | Zweigeschossiger Mansardwalmdach mit Eckquaderung und Mittelrisalit. Zweiseitige Freitreppe, schlichtes Portal. Ursprünglich Schloss des Freiherren von Freyberg. |      |
| Pfarrhaus (Oxenbronn)                | Barock               | 1768                                        | Zweigeschossiger Walmdachbau mit profiliertem Traufgesims von Joseph Dossenberger errichtet. Das Gebäude besitzt fünf zu drei Fensterachsen. |      |
| Pfarrhaus (Remshart)                 | Rokoko               | 1783/84                                     | Zweigeschossiger Walmdachbau von Joseph Dossenberger auf einem tonnengewölbten Keller des Vorgängerbaus errichtet. Das Gebäude besitzt vier zu fünf Fensterachsen. Der Zugang befindet sich in einer korbbogigen Eingangsnische. Aus der Bauzeit sind noch die Dielenböden, profilierte Türstöcke, Vierfeldertüren mit Beschlägen und die Balustertreppe erhalten. |      |
| Pfarrhaus (Waldkirch)                | Barock               | 1699                                        | Zweigeschossiger Satteldachbau mit rechtwinkligem Anbau aus der Mitte des 18. Jahrhunderts besitzt eine stark erneuerte Fassadenmalerei von vermutlich Anton Enderle aus der Zeit um 1750. Über dem Portal ist Maria als Rosenkranzkönigin dargestellt. Im Inneren ist ein Bandelwerkstuck aus der Zeit um 1740 erhalten. |      |
| Pfarrhof Winterbach (Schwaben)       | Rokoko               | 18. Jhd                                     | Zweigeschossiger Satteldachbau mit vier zu acht Fensterachsen. Zweiflügelige Haustür mit ornamentaler Applikationen und Buntglasfenster als Oberlicht. Im Inneren ist die geschnitzte und reich profilierte Holzausstattung erhalten: Treppenläufe mit Balustern und Spiralrosetten, zwei und vierfeldrige Türen und Dielenböden. Ein gusseiserner Zierofen aus dem Jahr 1877 mit Kachel und Turmaufsatz ist ebenfalls erhalten. |      |
| Pfarrhaus (Winzer)                   | Barock               | 1730/31                                     | Zweigeschossiger Satteldach wurde 1747 unter Einbeziehung zweier Vorgänger aus dem späten 17. Jahrhundert und von 1730/31 erweitert. Das Pfarrhaus mit vier zu fünf Fensterachsen besitzt eine Architekturgliederung in Ritztechnik. Das Gartenhaus stammt wohl aus dem zweiten Viertel des 19. Jahrhunderts, der quadratische Gartenpavillon vermutlich aus dem zweiten Viertel des 18. Jahrhunderts. In der Pfarrgartenmauer befindet sich ein spätmittelalterliches Steinkreuz. Ausstattung: Fast alle Räume verfügen über profilierte Stuckrahmendecken über einer Kehling. Das prächtige Zimmer im ersten Obergeschoss besitzt eine mit Bandelwerk geschmückte Spiegeldecke und einen Baldachin mit Lambrequins im Herrgottswinkel. Die barocken Fenster sind nahezu vollständig erhalten. |      |

## StadtKaufbeuren
| Gemeinde / Ort / Adresse Koordinaten                         | Baustil / Gebäudetyp | Erbaut              | Bemerkungen | Bild |
| ------------------------------------------------------------ | -------------------- | ------------------- | --- | ---- |
| Kaufbeuren Pfarrgasse 16, 18 Jesuitenkolleg, heute Pfarrhaus | Barock               | 1633 Ausbau um 1700 | Dreiflügelanlage, drei- und zweigeschossig, mit Satteldächern; über älterem Haus errichtet, Ostteil des Südflügels modern, ebenso Anbau am Ostflügel; im Südflügel Hauskapelle, am Nordflügel Hofarkaden; mit historischer Ausstattung. |      |

## Landkreis Lindau (Bodensee)
| Gemeinde / Ort / Adresse Koordinaten    | Baustil / Gebäudetyp | Erbaut                          | Bemerkungen | Bild |
| --------------------------------------- | -------------------- | ------------------------------- | --- | ---- |
| Pfarrhaus (Ebratshofen)                 | ländlicher Barock    | um 1740/50                      | Zweigeschossiger Giebelbau mit Steildach und fünf zu vier Fensterachsen und Holzschindelverkleidung. Steht direkt neben der katholischen Pfarrkirche St. Elisabeth.                 |      |
| Pfarrhaus (Grünenbach)                  | Barock               | 18. Jhd. 1910 erneuert          | Zweigeschossiger Giebelbau mit Obergeschosserker und Gesimsgliederung wurde Ende des 18. Jahrhunderts erbaut und um 1910 erneuert.                                                  |      |
| Pfarrhaus (Hergensweiler)               | Barock               | 18. Jhd.                        | Zweigeschossiger Satteldachbau mit Zwerchhaus wurde Anfang des 18. Jahrhunderts erbaut. Er ist im Kern jedoch älter.                                                                |      |
| Altes Pfarrhaus (Lindenberg im Allgäu)  | Barock               | 18. Jhd.                        | Zweigeschossiger Satteldachbau mit giebelseitigem Eingang, dessen Kern im 18. Jahrhundert entstand. Das Türoberlicht ist mit der Jahreszahl 1822 bezeichnet.                        |      |
| Pfarrhaus (Lindenberg im Allgäu)        | Neobarock            | 1914                            | Zweigeschossiger, neubarocker Mansarddachbau wurde von dem Münchner Architekten Franz Rank erbaut; mit Runderker, Putzgliederung und Arkade.                                        |      |
| Pfarrhaus (Maria-Thann)                 | Barock               | 18. Jhd.                        | Zweigeschossiger Walmdachbau stammt im Kern aus dem 18. Jahrhundert. |      |
| Pfarrhaus (Niederstaufen)               | Klassizismus         | Ende 19. Jhd.                   | Zweigeschossiger Krüppelwalmdachbau stammt im Kern aus dem 18. Jahrhundert. |      |
| Pfarrhaus (Opfenbach)                   | Barock               | Um 1650                         | Zweigeschossiger Satteldachbau – verputzter Blockbau, der teilweise in Fachwerkbauweise ausgeführt ist. Das um 1650 entstandene Gebäude wurde im 18./19. Jahrhundert erweitert.     |      |
| Pfarrhaus (Scheffau)                    | Barock               | 18. Jhd.                        | Zweigeschossiger, verschindelter Satteldachbau besitzt an der Fassade ein Kruzifix aus dem 18. Jahrhundert.                                                                         |      |
| Pfarrhaus (Simmerberg)                  | Barock               | Ende 18. Jhd. / Anfang 19. Jhd. | Zweigeschossiger, verschindelter Satteldachbau entstand Ende des 18. oder Anfang des 19. Jahrhunderts. Das Gebäude besitzt eine große Kellereinfahrt.                               |      |
| Pfarrhaus (Stiefenhofen)                | Barock               | 1722                            | Zweigeschossiger, verputzter bzw. verschindelter Blockbau mit Steilsatteldach. |      |
| Pfarrhaus (Unterreitnau)                | Barock               | 1685                            | Zweigeschossiger, Satteldachbau ist über dem Nordeingang mit der Jahreszahl 1685 bezeichnet. Darüber befindet sich das Wappen von Ildefons Rem, Abt des Klosters St. Georg in Isny. |      |
| Pfarrhaus (Wasserburg am Bodensee)      | Renaissance          | 1550                            | Zweigeschossiger, zweiflügeliger Satteldachbau mit Zinnengiebel und Bogengang zur Kirche St. Georg, wurde im Kern im Jahr 1550 errichtet und 1878/80 verändert.                     |      |
| Pfarrhaus (Weiler im Allgäu)            | Barock               | 1698                            | Zweigeschossiger Satteldachbau entstand im Kern wohl im Jahr 1698 und wurde später verändert. Das Kruzifix stammt vermutlich aus dem 18. Jahrhundert.                               |      |
| Ehemaliges Pfarrhaus (Weiler im Allgäu) | Barock               | 17. Jhd.                        | Dreigeschossiger, verschindelter Pultdachbau mit Freitreppe wurde im Kern noch im 17. Jahrhundert erbaut. Das Untergeschoss ist vorgezogen.                                         |      |

## Landkreis Neu-Ulm
| Gemeinde / Ort / Adresse Koordinaten | Baustil / Gebäudetyp | Erbaut    | Bemerkungen | Bild |
| ------------------------------------ | -------------------- | --------- | --- | ---- |
| Pfarrhaus (Christertshofen)          | Barock               | 1786      | Zweigeschossiger Walmdachbau wurde wohl nach dem Entwurf von Joseph Dossenberger errichtet. Das Gebäude besitzt fünf zu drei Fensterachsen. Das Portal ist in einen rundbogigen Eingangsbereich integriert. |      |
| Pfarrhaus (Gannertshofen)            | Barock               | 1786      | Zweigeschossiger Satteldachbau mit fünf zu vier Fensterachsen. Dachgeschosse sind an den Giebelseiten durch Gesimse gegliedert. |      |
| Pfarrhaus (Herrenstetten)            | Rokoko               | um 1760   | Zweigeschossiger Mansard-Walmdachbau wurde von Franz Xaver Miller errichtet. Fünf zu vier Fensterachsen. Nische über Portal mit Heiligenfigur. Zwei kleine Rundfenster neben Eingang. |      |
| Pfarrhaus (Illereichen)              | Barock               | 1719      | Zweigeschossiger Satteldachbau mit kräftiger Gesimsgliederung und Figurennische über dem Eingang wurde 1785/87 durch Adrian Maisch erneuert. Drei zu fünf Fensterachsen. |      |
| Pfarrhaus (Obenhausen)               | Barock               | 1725/1847 | Zweigeschossiger Bau mit vier zu vier Fensterachsen und hohem Zeltdach. Das im Kern 1725 errichtete Pfarrhaus wurde 1847 erneuert. |      |
| Pfarrhaus (Osterberg)                | Barock               | 1725/1847 | Zweigeschossiger Walmdachbau mit vier zu drei Fensterachsen. An der Südseite ist im Zwerchhaus eine Ladeluke vorhanden. |      |
| Pfarrhaus (Pfuhl)                    | Barock               | 1655      | Zweigeschossiger, verputzter Fachwerkbau mit Satteldach und vorkragendem Ober- und Giebelgeschoss wurde von Joseph Furttenbach, Stadtbaumeister in Ulm, errichtet. Im 18. Jahrhundert wurde der Dachstuhl erneuert. |      |
| Pfarrhaus (Pfuhl)                    | Klassizismus         | 1781      | Dreigeschossiger Bau mit Mansarddach und Zwerchgiebel wird Joseph Dossenberger zugeschrieben. Die Mittelachsen an der südlichen Schmalseite sind risalitartig ein wenig vorgezogen. Im ersten Stockwerk sind klassizistische Stuckdecken erhalten. Ökonomiegebäude bestehend aus einem zweigeschossigen Satteldachbau mit Remise und Wirtschaftsräumen aus der zweiten Hälfte des 19. Jahrhunderts. |      |
| Pfarrhof (Unterelchingen)            | Rokoko               | 1781      | Zweigeschossiger Walmdachbau mit Pilastergliederung und drei zu fünf Fensterachsen. Zugehörige Pfarrstadel und Remise aus der zweiten Hälfte des 18. Jahrhunderts. |      |
| Pfarrhaus (Witzighausen)             | Klassizismus         | 1793/94   | Zweigeschossiger Satteldachbau, östlich an den Turm der Kirche angebaut, wurde von Joseph Held errichtet. Der Eingang befindet sich an der Südseite und ist mit einer geschnitzten Holztür ausgestattet. Drei zu fünf Fensterachsen. |      |

## Landkreis Oberallgäu
| Gemeinde / Ort / Adresse Koordinaten  | Baustil / Gebäudetyp    | Erbaut       | Bemerkungen | Bild |
| ------------------------------------- | ----------------------- | ------------ | --- | ---- |
| Pfarrhaus (Aach im Allgäu)            | ländlicher Barock       | um 1790      | Zweigeschossiger Walmdachbau erbaut um 1790 mit Schindelfassade, Dach 1843 erneuert. Eine zweiseitige Freitreppe führt zum schlichten Portal. |      |
| Pfarrhaus (Altstädten)                | Klassizismus            | 1835         | Zweigeschossiger Walmdachbau mit Eckquaderung und fünf zu vier Fensterachsen. Fledermausgaube an der Eingangsseite. |      |
| Pfarrhaus (Bodelsberg)                | ländlicher Barock       | um 1740      | Zweigeschossiger, verschindelter bzw. verbretterter Bau mit steilem Satteldach wurde im Kern 1740 erbaut. Kruzifix an der Giebelseite. |      |
| Pfarrhaus (Diepolz)                   | ländlicher Klassizismus | 1806         | Zweigeschossiger, verschindelter Blockbau mit flachem Satteldach und profilierten Pfettenköpfen wurde 1806 erbaut. |      |
| Pfarrhaus (Dietmannsried)             | Barock                  | 1573         | Zweigeschossiger Mansarddachbau mit Dachgauben entstand im Kern wohl im Jahr 1573 und wurde 1665 erneuert. Das heutige Dach wurde um 1811 errichtet. |      |
| Pfarrhaus (Durach)                    | Barock                  | 1561         | Zweigeschossiger Bau mit steilem Satteldach ist im Giebel mit der Jahreszahl 1561 bezeichnet. |      |
| Pfarrhaus (Knottenried)               | ländlicher Barock       | 1744         | Zweigeschossiger, verschindelte Blockbau mit flachem Satteldach wurde 1744 errichtet und in den Jahren 1961/62 und 1994 umgebaut. |      |
| Pfarrhof Maria Rain                   | ländlicher Barock       | 1720         | Zweigeschossiger, vollständig verschindelter Satteldachbau. Gesimse um Fenster und Haustüre. |      |
| Pfarrhaus (Martinszell)               | Rokoko                  | 1767         | Zweigeschossiger Mansardwalmdachbau mit profiliertem Traufgesims und vier zu fünf Fensterachsen. |      |
| Pfarrhaus (Mittelberg)                | Gotik                   | 1453         | Zweigeschossiger Bau mit steilem Schopfwalmdach und Spitzbogenportal wurde 1453 errichtet und um 1750 erneuert. Vom Obergeschoss der Kirche St. Michael besteht ein hölzerner Verbindungsgang zum Pfarrhaus. Der verbretterte Pfarrstadel mit flachem Satteldach ist an das Pfarrhaus angebaut. |      |
| Pfarrhaus (Moosbach)                  | Barock                  | 1718         | Zweigeschossiger, verputzter Blockbau mit flachem Satteldach besitzt vier zu zwei Fensterachsen. Mittels einer dendrochronologischen Untersuchung wurde das Baujahr auf das Jahr 1718 festgelegt.                                                                                               |      |
| Pfarrhaus (Oberstdorf)                |                         | 1727         | Zweigeschossiger Giebelbau mit Kniestock und überstehendem Satteldach wird an den Schmalseiten durch einen Nischenbalkon bzw. dreigeschossigen Balkonerker gegliedert. Das Gebäude ist mit verputztem Zierfachwerk in Trauf- und Giebelzone, wohl aus den Jahren 1866/67, versehen.             |      |
| Pfarrhaus (Petersthal)                | ländlicher Barock       | 1727         | Zweigeschossiger Satteldachbau mit verschaltem Giebel und mit Hochlaube besitzt vier zu fünf Fensterachsen. |      |
| Pfarrhaus (Probstried)                | Barock                  | im Kern 1717 | Zweigeschossiger Satteldachbau mit drei zu fünf Fensterachsen. Die sechsteiligen Fenster sind mit grünen Holzläden versehen. |      |
| Pfarrhaus (Rettenberg)                | ländlicher Barock       | 1654         | Zweigeschossiger, verschindelter Blockbau mit Satteldach und Zwerchhaus wurde im Kern wohl 1654 errichtet und 1790, 1839 und 1877 umgebaut. |      |
| Pfarrhaus (Rottach)                   | Heimatstil              | 1900         | Zweigeschossiger, verschindelter und verbretterter Blockbau mit Satteldach wurde wohl Anfang des 19. Jahrhunderts errichtet. Der Dachausbau erfolgte um 1900. |      |
| Pfarrhaus (Schöllang)                 | ländlicher Barock       | 1663         | Zweigeschossiger, flacher Satteldachbau mit massivem Erdgeschoss und verputztem Blockbau-Obergeschoss mit vier zu fünf Fensterachsen. |      |
| Pfarrhaus (Stein im Allgäu)           | ländlicher Barock       | 1762/63      | Zweigeschossiger, verschindelter Blockbau mit flachem Satteldach. |      |
| Pfarrhaus (Sulzberg (Oberallgäu))     | Heimatstil              | 1911         | Zweigeschossiger Walmdachbau mit polygonalem Eckerker und Zwerchhäusern wurde von Ambros Madlener im Heimatstil errichtet. |      |
| Pfarrhaus (Thalkirchdorf)             | Barock                  | 1727         | Zweigeschossiger, verputzter Blockbau mit flachem Satteldach und angebautem Wirtschaftsteil wurde 1727 erbaut und 1883 erneuert. |      |
| Pfarrhaus (Tiefenbach bei Oberstdorf) | Barock                  | 1759         | Zweigeschossiger, verschindelter Blockbau mit Flachsatteldach. |      |
| Pfarrhaus (Untermaiselstein)          | Barock                  | 18. Jhd.     | Zweigeschossiger, verschindelte bzw. verputzte Blockbau mit flachem Satteldach wurde im ersten Viertel des 18. Jahrhunderts errichtet. Das Kellergeschoss stammt aus dem 16. Jahrhundert. |      |
| Pfarrhaus (Vorderburg)                | Barock                  | 1712         | Zweigeschossiger, verschindelter Blockbau mit flachem Satteldach wurde 1712 errichtet. Das Dach wurde 1865 erneuert. Eine zweiseitige Freitreppe an der Giebelseite führt zum rundbogigen Portal.                                                                                               |      |
| Pfarrhaus (Wengen)                    | Barock                  | 1713/1768    | Zweigeschossiger Bau mit Mansardwalmdach wurde 1713 errichtet und 1768 erneuert. Er besitzt vier zu fünf Fensterachsen. |      |
| Pfarrhaus (Wertach)                   | Barock                  | 1695         | Zweigeschossiger, verschindelte Blockbau mit flachem Satteldach wurde 1695 errichtet. |      |
| Pfarrhaus (Wildpoldsried)             | Barock                  | 1736         | Zweigeschossiger Bau mit steilem Satteldach besitzt an den Fenstern und am Eingang Umrandungen aus Hausteinen. |      |

## Landkreis Ostallgäu
| Gemeinde / Ort / Adresse Koordinaten | Baustil / Gebäudetyp | Erbaut                               | Bemerkungen | Bild |
| ------------------------------------ | -------------------- | ------------------------------------ | --- | ---- |
| Pfarrhaus (Aitrang)                  | Rokoko               | 1797                                 | Zweigeschossiges Gebäude mit Mansardwalmdach und vier Fensterachsen an der straßenseitigen Fassade. Barockes Portal mit dreigeteiltem Oberlicht. |      |
| Pfarrhaus (Altdorf (Biessenhofen))   | Barock               | 1725                                 | Zweigeschossiger Satteldachbau mit fünf Fensterachsen von Johann Georg Fischer. Ausstattung: Im Obergeschoss sind Stuckaturen aus der Erbauungszeit, die dem Umkreis von Johann Jakob Herkomer zugeschrieben werden, erhalten. |      |
| Pfarrhaus (Apfeltrang)               | Barock               | 1744/46                              | Zweigeschossiger Satteldachbau mit fünf zu vier Fensterachsen. An den Decken sind noch Rahmenstuckaturen von Joseph Halbritter und Jakob Filser erhalten. |      |
| Pfarrhaus Aufkirch (Kaltental)       | Klassizismus         | 1859/60                              | Zweigeschossiger Bau mit flachem Walmdach und Mezzaningeschoss. Fünf zu drei Fensterachsen. Die segmentbogigen Fenster sind sechsteilig gegliedert und besitzen teilweise Holzläden. |      |
| Pfarrhaus (Baisweil)                 | Barock               | 1705                                 | Zweigeschossiger Satteldachbau mit fünf zu fünf Fensterachsen. Der Ostgiebel ist durch Lisenen und Putzbänder gegliedert. |      |
| Pfarrhaus Bayersried (Eggenthal)     | Klassizismus         | 1829                                 | Zweigeschossiger Walmdachbau mit vier zu drei Fensterachsen. |      |
| Pfarrhaus (Beckstetten)              | Barock               | 1735                                 | Zweigeschossiger Satteldachbau mit Bandel- und Blattwerkstuckaturen mit zwei zu vier Fensterachsen. |      |
| Pfarrhaus Berg (Pfronten)            | ländlicher Barock    | 1757                                 | Zweigeschossiger Satteldachbau im Typ eines Bauernhauses mit fünf zu fünf Fensterachsen. Straßenseitiger Giebel mit Ladeluke, darunter die Darstellung eines Heiligen. |      |
| Pfarrhaus Bernbach (Bidingen)        | Barock               | 1765                                 | Zweigeschossiger Satteldachbau mit fünf zu drei Fensterachsen. Eingang mit Heiligenfigur, geschwungener Stuckbogen. |      |
| Pfarrhaus (Bertoldshofen)            | Barock               | 1766/67                              | Zweigeschossiger Satteldachbau mit kräftigem Gesims und fünf zu fünf Fensterachsen. |      |
| Pfarrhaus (Dillishausen)             | Klassizismus         | 1853                                 | Zweigeschossiger, kubischer, Sichtbackstein-Bau mit Zeltdach besitzt noch die bauzeitliche Haustür. |      |
| Pfarrhaus (Ebenhofen)                | Barock               | 1734                                 | Zweigeschossiger Satteldachbau wurde wohl nach Plänen von Johann Georg Fischer errichtet. An der Südseite befindet sich ein Rundbogenportal und darüber zwischen geschwungenen Giebelstücken eine Muschelnische. |      |
| Pfarrhaus Ebersbach (Obergünzburg)   | Barock               | 1689/90                              | Zweigeschossiger Satteldachbau mit Schindelverkleidung am Giebel. Drei zu sechs Fensterachsen. Das im 19. Jahrhundert umgebaute Pfarrhaus besaß eine Hauskapelle. |      |
| Pfarrhaus (Eggenthal)                | Barock               | 1714                                 | Zweigeschossiger Satteldachbau besitzt an der Ostseite gefasste Holzreliefs mit der Darstellung des heiligen Benedikt und dem Wappen des Irseer Abts Willibald Grindl. Das Gebäude hat sieben zu drei Fensterachsen. |      |
| Pfarrhaus (Eurishofen)               | Klassizismus         | 1784                                 | Zweigeschossiger Walmdachbau mit Krangaube mit fünf zu fünf Fensterachsen. Die sechsteiligen Fenster werden von aufgemalten Faschen geschmückt und besitzen Holzläden. Den Hauseingang erreicht man über eine Freitreppe. |      |
| Pfarrhaus Frankenhofen (Kaltental)   | Klassizismus         | 1803/04                              | Zweigeschossiger Satteldachbau mit Putzbandgliederung mit sechs zu fünf Fensterachsen. |      |
| Pfarrhaus Frankenried (Mauerstetten) | Barock               | 1751                                 | Zweigeschossiger Satteldachbau mit vier zu fünf Fensterachsen. Die Fenster werden von gemalten Faschen geschmückt und besitzen Holzläden. An der Giebelseite sind zwei segmentbogige Ladeluken erhalten. Der Pfarrstadel, ein verschalter Ständerbau mit Mitteltenne, wurde 1743 errichtet. |      |
| Altes Pfarrhaus (Füssen)             | Renaissance / Barock | 16. Jhd.                             | Dreigeschossiger Traufbau mit Steildach, Segmentbogenöffnungen und Fassadenstuck wurde von 1632 bis 1803 als Pfarrhaus genutzt. Die Agraffe über der Einfahrt ist mit dem Monogramm JB versehen. |      |
| Pfarrhaus (Geisenried)               | Barock               | 1749                                 | Zweigeschossiger Walmdachbau mit Architekturmalereien wurde von Philipp Martin errichtet. Über dem Südeingang ist ein Fresko mit der Darstellung der Heiligen Familie zu sehen. Ausstattung: Bandelwerkstuck aus der Erbauungszeit, später zum Teil durch Rocaillen ergänzt, erhalten. |      |
| Pfarrhaus (Großkitzighofen)          | Barock               | 1652/54                              | Zweigeschossiger Satteldachbau von 1652/54 mit fünf zu drei Fensterachsen. 1770 um zwei Achsen mit Vollwalm nach Westen erweitert und nochmals 1855 umgestaltet. Dabei wurden die Fenster vergrößert und eine neue Innentreppe und Haustüre installiert. Ausstattung: aus dem 17. Jahrhundert sind originale Dielenböden mit Intarsien, eine einfache Stuckdecke sowie Türen und andere Details aus dem 17. bis 19. Jahrhundert erhalten. Zugehörige Pfarrstadel: repräsentativer Mauerwerksbau mit symmetrischer Fassadengestaltung mit stichbogigen Öffnungen wurde 1838/39 erbaut. |      |
| Pfarrhaus (Honsolgen)                | Klassizismus         | 1900                                 | Zweigeschossiger Walmdachbau mit übergiebeltem Mittelrisalit wurde im Stil der Neurenaissance errichtet. Das Gebäude besitzt fünf zu drei Fensterachsen. |      |
| Pfarrhof (Hopfen am See)             |                      | im Kern 1434                         | Zweigeschossiger Satteldachbau besitzt vier zu vier Fensterachsen. Der nach Osten angebaute Wirtschaftsteil mit Kopfbändern, Hakenschopf, offener Riegelwand und alter Verbretterung wurde in der zweiten Hälfte des 18. Jahrhunderts erbaut. |      |
| Pfarrhaus Hopferbach (Untrasried)    | Klassizismus         | 1779/80                              | Zweigeschossiger Mansard-Walmdachbau mit sechs zu vier Fensterachsen. Die Fenster sind mit gemalten Faschen geschmückt. |      |
| Pfarrhaus (Huttenwang)               | Klassizismus         | 1793/94                              | Zweigeschossiger Satteldachhaus in Form eines Bauernhauses mit verputztem Fachwerkgiebel besitzt ein Andreaskreuz über dem Tennentor. |      |
| Pfarrhaus Ingenried (Pforzen)        | Klassizismus         | 1860                                 | Zweigeschossiger Satteldachbau mit flachem Giebelerker an der Eingangsseite besitzt fünf zu fünf Fensterachsen. Im Treppenhaus befindet sich ein Wappenstein mit der Jahreszahl 1673. |      |
| Pfarrhaus (Irsee)                    | Barock               | 17. Jhd.                             | Zweigeschossiger Satteldachbau mit flachem Giebelerker an der Eingangsseite besitzt fünf zu fünf Fensterachsen. Im Treppenhaus befindet sich ein Wappenstein mit der Jahreszahl 1673. |      |
| Pfarrhaus (Kleinkitzighofen)         | Rokoko               | 1782                                 | Zweigeschossiger Halbwalmdachbau wurde vom Füssener Baumeister Benedikt Nigg errichtet. Die Fenster sind mit gemalten Faschen geschmückt. Den Eingang an der Südseite erreicht man über eine Freitreppe. Pfarrstadel mit Halbwalmdach entstand nach 1780. |      |
| Pfarrhaus (Leuterschach)             | Klassizismus         | 1762                                 | Zweigeschossiger Steilsatteldachbau wurde nach Voranschlag von Franz Xaver Kleinhans und nach eigenhändigem Plan des Pfarrers Johann Petrus Truckenmiller auf den Fundamenten des Pfarrhauses von 1665 errichtet. Der Pfarrstadel ist ein verschalter Ständerbau mit Flachsatteldach und Riegelwand. |      |
| Pfarrhaus (Mauerstetten)             | Barock               | 1744                                 | Zweigeschossiger Satteldachbau besitzt vier zu fünf Fensterachsen. Der Hauseingang ist über eine Distanztreppe zu erreichen. Der Pfarrstadel ist ein Satteldachbau aus dem 18. Jahrhundert. |      |
| Pfarrhaus (Nesselwang)               | Klassizismus         | 1766                                 | Zweigeschossiger Flachdachbau wurde 1978 stark erneuert. An der Straßenseite führt eine Freitreppe zum Hauseingang. |      |
| Pfarrhof (Obergünzburg)              | Barock               | 1753                                 | Zweigeschossiger Satteldachbau mit Fachwerkgiebel und fünf zu sechs Fensterachsen. Der dazugehörige Pfarrstadel ist ein Ständerbau mit Walmdach aus dem Jahr 1796. |      |
| Pfarrhof (Remnatsried)               | Heimatstil           | drittes Drittel 19. Jhd.             | Zweigeschossiger Satteldachbau in Form eines Bauernhauses besitzt sieben zu sieben Fensterachsen. |      |
| Pfarrhaus Rieden (bei Kaufbeuren)    | Klassizismus         | 1793                                 | Zweigeschossiger Mansard-Walmdachbau mit angebautem Wirtschaftsteil und vier zu fünf Fensterachsen. |      |
| Pfarrhaus (Roßhaupten)               | Barock               | 1663 erbaut, 1726 bis 1728 verändert | Zweigeschossiger Walmdachbau über hölzernem Traufgesims besitzt fünf zu sieben Fensterachsen. |      |
| Pfarrhaus (Rückholz)                 | Barock               | 1729 bis 1731                        | Zweigeschossiger Walmdachbau mit Schleppgauben und fünf zu fünf Fensterachsen. Die sechs- bzw. achtteiligen Fenster haben Holzläden. |      |
| Pfarrhaus (Seeg)                     | Barock               | 1688                                 | Zweigeschossiger Satteldachbau mit Rundbogenportal aus Sandstein und reichem Fachwerkgiebel mit fünf zu sieben Fensterachsen. |      |
| Pfarrhaus (Stötten am Auerberg)      | Barock               | Ende 17. Jhd., 1739/40 umgestaltet   | Zweigeschossiger Walmdachbau mit sieben Fensterachsen an der Eingangsseite. Im Treppenhaus finden sich Stuckaturen aus der Zeit um 1710, die wohl von Matthias Lotter geschaffen wurden. Im sogenannten Bischofszimmer sind Stuckaturen vermutlich von Georg Vogel dem Jüngeren von 1725 und an der Decke des oberen Ganges ebenfalls Stuckaturen aus den Jahren 1739/40 mit Reliefs der vier Elemente, die Joseph Halbritter und Jakob Filser zugeschrieben werden. |      |
| Pfarrhaus (Stöttwang)                | Klassizismus         | 1849                                 | Zweigeschossiger Satteldachbau mit Lisenengliederung mit sieben Fensterachsen an der Giebelseite. Unter der Giebelspitze ist ein Fenster in der Form eines byzantinischen Kreuzes gestaltet. |      |
| Pfarrhaus (Thalhofen an der Wertach) | Klassizismus         | 1784                                 | Zweigeschossiger Satteldachbau besitzt fünf zu zwei Fensterachsen. An der Giebelseite zur Straße ist ein von Josef Lorch geschaffenes Wandgemälde, das den Erzengel Michael mit der Seelenwaage dargestellt, der den Satan bezwingt. |      |
| Pfarrhaus Waal (Allgäu)              | Rokoko               | 1774                                 | Zweigeschossiger Mansard-Walmdachbau besitzt sechs zu vier Fensterachsen. Die Fenster sind teilweise nur aufgemalt. |      |
| Pfarrhaus Weißensee (Füssen)         | Klassizismus         | 1766                                 | Zweigeschossiger, quadratischer Walmdachbau mit drei zu vier Fensterachsen. Er diente ursprünglich als Fischhaus des Klosters Sankt Mang in Füssen. |      |
| Pfarrhof (Westendorf)                | Barock               | 1714                                 | Zweigeschossiger Satteldachbau mit Wirtschaftsteil (Zehentstadl) und zwei Korbbogentore wurde von Thomas Windt erbaut. Über dem Wohn- und Wirtschaftstrakt befindet sich ein dreistöckiger Speicher. In der Heiligennische über dem Eingang steht eine Marienfigur. Im Inneren sind die Kassettendecke im Flur und die alten Türen mit Bauernmalerei erwähnenswert. |      |

## Landkreis Unterallgäu
| Gemeinde / Ort / Adresse Koordinaten | Baustil / Gebäudetyp | Erbaut                                         | Bemerkungen | Bild |
| ------------------------------------ | -------------------- | ---------------------------------------------- | --- | ---- |
| Pfarrhaus (Attenhausen)              | Barock               | 1730                                           | Der zweigeschossiger Walmdachbau mit südlichem Mittelrisalit mit Dreiecksgiebel wurde von Simpert Kraemer errichtet. Im Obergeschoss sind Decken und Wandfresken von Franz Anton Erler aus dem Jahr 1738 erhalten. Im Südwestzimmer befindet sich ein Kachelofen mit dem Wappen des Ottobeurer Abts Rupert Neß (1670–1740). |      |
| Pfarrhaus (Bad Wörishofen)           | Barock               | nach 1774                                      | Zweigeschossiger Satteldachbau besteht aus fünf Fensterachsen auf hohem Sockelgeschoss mit kleinen Stichbogenfenstern. Waschküche: kleiner, zweigeschossiger Rechteckbau mit Walmdach. Im frühen 20. Jahrhundert wurde das Gebäude aufgestockt. Das Innere besteht aus einem quadratischen und gewölbten Raum mit zwei Stichkappen. |      |
| Pfarrhaus (Böhen)                    | Klassizismus         | um 1875                                        | Zweigeschossiger, kubischer Zeltdachbau mit befenstertem Kniestock entstand um 1875. Das spätklassizistische Gebäude besitzt drei zu drei Fensterachsen. |      |
| Pfarrhaus (Breitenbrunn)             | Rokoko               | nach 1730                                      | Zweigeschossiger Satteldachbau auf hohem Sockelgeschoss. Das Haus besteht aus fünf zu fünf Fensterachsen. Traufgesims wie auch die Giebelschenkel sind profiliert. Toskanische Kolossallisenen sind an den Ecken der Schmal- und Längsseiten. Freitreppe zum Eingang mit Korbbogentür. Im ersten Geschoss: Decke des Ganges mit drei geschweiften Stuckrahmen. Ovaler Stuckring im Mittelzimmer der Südseite; Spiegeldecke mit profilgesäumter Voute im Eckzimmer. Dachboden aus der Erbauungszeit bestehen aus Kehlbalkendach mit liegendem Dachstuhl. Mittelständer durch konkave Einschnitte kräftig profilierte Kopfbüge. |      |
| Pfarrhaus (Dietershofen)             | Barock               | 1722                                           | Zweigeschossiger Satteldachbau mit fünf zu fünf Fensterachsen. Ladeluken an der Giebelseite. Maurermeister Johann Merck aus Mindelheim und den Zimmermeister Jakob Wöhr aus Engishausen. |      |
| Pfarrhaus (Dirlewang)                | Barock               | 1730                                           | Zweigeschossiger Satteldachbau mit profiliertem Traufgesims und verschaltem Westgiebel wurde vom Maurermeister Johann Merk aus Mindelheim und Zimmermeister Christoph Schott aus Dirlewang errichtet. Das Gebäude mit Eckquaderung besitzt fünf zu fünf Fensterachsen. Im Erdgeschoss verläuft ein Mittelflur, im Obergeschoss ein Mittelgang der Länge nach. Im südöstlichen Eckzimmer des Obergeschosses sind Stuckaturen aus der Zeit um 1760/70 erhalten. Der Dachstuhl des Gebäudes stammt aus der Erbauerzeit und weist am Kehlbalken des östlichen Binders die römische Jahreszahl MDCCXXX auf. |      |
| Pfarrhaus (Dorschhausen)             | Barock               | 1754                                           | Zweigeschossiger Satteldachbau mit fünf zu fünf Fensterachsen. An den Längsseiten verläuft ein profiliertes Traufgesims. |      |
| Pfarrhaus (Egg an der Günz)          | Klassizismus         | 1790                                           | Zweigeschossiger Walmdachbau mit Pilastern gerahmtes Portal im Westen. Das Gebäude hat fünf zu vier Fensterachsen. |      |
| Pfarrhaus (Eppishausen)              | Rokoko               | 1764/68                                        | Zweigeschossiger Satteldachbau mit Traufgesims und Schweifgiebel über Volutenanschwüngen; sechs Fensterachsen an der Hauptfassade. Westflügel 1. Hälfte des 19. Jahrhunderts angebaut; dessen Schweifgiebel ist durch Gesimse in drei Geschosse geteilt. Mittleres Giebelgeschoss wird von konkaven Schrägen begrenzt und enthält ein Rechteckfenster. Zweiläufige Freitreppe; oberhalb der Türe ist eine Rundbogennische, abgeschlossen wird der Aufbau mit einem geschweiften Segmentgiebel. |      |
| Pfarrhaus (Eutenhausen)              | Klassizismus         | 1. Hälfte 19. Jhd.                             | Zweigeschossiger Satteldachbau mit fünf zu zwei Fensterachsen. Umlaufendes Gurtgesims; Westseite verschiefert; an der Ostseite Halbkreisfenster. |      |
| Pfarrhaus (Frechenrieden)            | Barock               | 1683                                           | Zweigeschossiger Satteldachbau durch Gesimse geteilt. Ein Raum mit Kreuzgratgewölbe ist im Erdgeschoss vorhanden, im Obergeschoss finden sich zwei Räume mit schlichtem Rahmenstuck. |      |
| Pfarrhaus (Haselbach)                | Klassizismus         | 1795/1796                                      | Zweigeschossiger Satteldachbau mit fünf Achsen an der Hauptfront an der Westseite und vier Achsen an der Südseite. Hauptfront mit moderner Eingangstüre und Freitreppe durch Lisenen an den Ecken und beiderseits der Mittelachse gegliedert. Oberhalb der Lisenen verläuft ein dünnes, profiliertes Traufgesims. Ein ovales Reliefwappen der Fugger-Kirchheim ist oberhalb der Eingangstüre angebracht. Dieses stammt aus der ersten Hälfte des 18. Jahrhunderts. Neben den Ecken der Südseite sind ebenfalls Lisenen angebracht, um welche das Gurt- und Giebelsohlgesims herumgekröpft sind. Am Giebel selbst befindet sich ein Zwischengesims. An der gegenüberliegenden Nordseite existiert nur eine Lisene neben der westlichen Ecke. Die Ostseite des Gebäudes ist schmucklos. Die Säulen des Kehlbalkendaches besitzen profilierte Kopfstücke mit Kerben. |      |
| Pfarrhaus (Immelstetten)             | Barock               | 1706                                           | Zweigeschossiger Satteldachbau, an den Längsseiten mit profiliertes Traufgesims, das sich auch an den Giebelschrägen fortsetzt. Eine Flachdecke, über Gesims mit Blattstab, befindet sich im Mittelflur des Gebäudes. Die rückwärtige Tür im Flur ist rundbogig und besitzt ein Oberlicht, das Türblatt ist rautenförmig und gedoppelt. |      |
| Pfarrhaus (Irsingen)                 | Barock               | 1735                                           | Zweigeschossiger Satteldachbau mit sechs zu vier Fensterachsen und profiliertem Traufgesims. |      |
| Pfarrhaus (Köngetried)               |                      | 1638                                           | Zweigeschossiger, verputzter Satteldachbau mit einem flachen und weit vorkragenden, genageltem, Schindeldach. Hölzernen, geständerten Kniestock. Kerbschlingen befinden sich an der Flugpfette des Kniestocks. Stall in der Nordhälfte mit Holzdecke auf Balken gedeckt. Dreilappiger flacher Bogen aus dem späten 18. Jahrhundert befindet sich im ersten Obergeschoss zwischen dem Längs- und Querflur. Das Eckzimmer im Südwesten besitzt eine Decke mit Kehle. |      |
| Pfarrhaus (Könghausen)               | Barock               | 1722                                           | Zweigeschossiger Satteldachbau mit fünf zu vier Fensterachsen. Sowohl Giebelschrägen, als auch Traufgesims sind schlicht profiliert. |      |
| Pfarrhaus (Kronburg)                 | Barock               | 18. Jhd.                                       | Zweigeschossiger Satteldachbau; Eingangstüre mit Oberlichtgitter des mittleren 18. Jahrhunderts. Zwei Nischen am Obergeschoss für Hausfiguren. |      |
| Pfarrhaus Lachen (Schwaben)          | Klassizismus         | 1890                                           | Zweigeschossiger Walmdachbau mit befenstertem Kniestock wurde nach Plänen von Anton Zettler errichtet. Der italianisierende Putzbau besitzt fünf zu drei Fensterachsen. |      |
| Pfarrhaus (Loppenhausen)             | Klassizismus         | 1812                                           | Zweigeschossiger Satteldachbau mit fünf zu vier Fensterachsen und profiliertem Traufgesims. Dazugehöriger Stadel aus dem gleichen Baujahr. Mittig Korbbogentor sowie ein Konsolengesims aus Holz. Gemalte Rahmungen. In nordöstlicher Ecke des Pfarrgartens steht das 1812 errichtete quadratische Gartenhaus mit profiliertem Traufgesims und Zeltdach.An Außenseiten noch Spuren der ehemaligen Bemalung an den Lisenen und der Türumrahmung. |      |
| Pfarrhaus (Markt Rettenbach)         | Barock               | 1722                                           | Zweigeschossiger Satteldachbau mit fünf Fensterachsen an der Traufseite. Über der Haustüre an der Nordseite, sternförmiges aufgedoppeltes Oberlicht. Darüber Sandsteinplatte mit Fuggerwappen, die mit „1722“ bezeichnet ist. |      |
| Pfarrhaus (Markt Wald)               | Barock               | 1719                                           | Zweigeschossiger Satteldachbau mit sechs zu fünf Fensterachsen und Freitreppe zum mit zwei Korbbögen unterteiltem Eingang. Rechts und links der Haustüre kleine Fenster. Unterhalb des Daches, an den Längsseiten und am Giebel, verläuft ein kräftiges profiliertes Traufgesims. Kehlbalkendach mit liegendem Dachstuhl. Einer der Kehlbalken trägt die Inschrift 17 MHIW 19. |      |
| Pfarrhaus (Mattsies)                 | Renaissance          | zweite Hälfte 16. Jhd. / frühes 17.            | Zweigeschossiger Steilsatteldachbau mit polygonalem Erker an südöstlicher Ecke im Obergeschoss. Im Erkerzimmer ist eine Spiegeldecke mit von Profilen gesäumter Voute vorhanden. |      |
| Pfarrhaus (Mindelau)                 | Klassizismus         | spätes 18. Jhd.                                | Zweigeschossiger Satteldachbau mit fünf zu vier Fensterachsen und profiliertem Traufgesims. Rundbogenblende zwischen Rechteckfenstern im Westgiebel, darüber ein ovales Fenster in Giebelspitze mit Lorbeergirlanden aus Stuck. Der Ökonomieteil mit Satteldach ist an der Ostseite des Gebäudes angebaut. |      |
| Pfarrhaus (Mörgen)                   | Barock               | 1720                                           | Zweigeschossiger Satteldachbau mit fünf zu vier Fensterachsen. Die breitere Mittelachse der nördlichen Längsseite enthält eine Rechtecktür zwischen kleinen ovalen Öffnungen. |      |
| Pfarrhaus (Nassenbeuren)             | Klassizismus         | 1796                                           | Zweigeschossiger Mansardwalmdachbau mit sieben zu fünf Fensterachsen, reich profiliertem Traufgesims und Aufzugsgiebel. Südseite: Ädikula aus dorisierenden Pilastern mit Triglyphen und Segmentgiebel; Segmentbogentür mit klassizistischem Schnitzdekor. Sowohl im Mittelflur beider Geschosse, wie auch in den meisten Räumen ist eine Spiegeldecke vorhanden. An diesen sind über der Voute Stuckrahmen mit einspringenden Ecken angebracht. |      |
| Pfarrhaus (Niederrieden)             | Rokoko               | 1769                                           | Zweigeschossiger Walmdachbau mit fünf Fensterachsen, profiliertem Traufgesims und Fledermausgauben. |      |
| Pfarrhaus (Oberauerbach)             | Barock               | 1712 / 1797 umgebaut                           | Zweigeschossiger Satteldachbau mit fünf zu vier Fensterachsen und profiliertem Trauf- bzw. Giebelsohlgesims. Innenräume teilweise mit Kreuzgratgewölben oder Spiegeldecken. Rundbogenarkade; Innentüren teilweise aus der Erbauungszeit. |      |
| Pfarrhaus (Siebnach)                 | Barock               | 1708                                           | Zweigeschossiger Satteldachbau mit vier zu vier Fensterachsen und profiliertem Traufgesims, das an den Giebelschrägen fortgesetzt ist. Geohrte Putzrahmen um die Fenster; Eingangsportal mit toskanischen Pilastern umgeben, darüber Segmentgiebel. Ladeluken am Giebel. Westseite des Gebäudes enthält den Ökonomieteil. |      |
| Pfarrhaus (Stockheim)                | Barock               | 1674                                           | Zweigeschossiger Satteldachbau mit acht zu vier Fensterachsen und profiliertem Traufgesims. Kleine Gesimse an den Giebelseiten. |      |
| Schloss Ungerhausen                  | Barock               | vermu. frühes 16. Jhd., 1612 und 1628 erneuert | Zweigeschossiger Satteldachbau mit drei zu drei Fensterachsen von Baumeister Michael Thumb. Geschossteilung durch Gesimse. |      |
| Pfarrhaus (Unteregg)                 | Klassizismus         | 1784                                           | Zweigeschossiger Walmdachbau mit fünf zu fünf Fensterachsen und profiliertem Traufgesims. |      |
| Kuratenhaus (Weinried)               | Klassizismus         | 1792                                           | Zweigeschossiger Satteldachbau mit vier zu zwei Fensterachsen und profiliertem Traufgesims. |      |
| Pfarrhaus Westernach (Mindelheim)    | Klassizismus         | 1775                                           | Zweigeschossiger Walmdachbau mit Traufgesims und fünf zu vier Fensterachsen. Im Inneren sind noch bauzeitliche Ausstattungsteile erhalten. |      |
| Pfarrhaus (Wiedergeltingen)          | Spätklassizismus     | 1872                                           | Zweigeschossiger, kubischer Bau mit Mezzanin, Putzgliederungen und Flachwalmdach; fünf zu zwei Fensterachsen. |      |
| Pfarrhof (Wolfertschwenden)          | Barock               | Mitte 18. Jhd.                                 | Zweigeschossiger, giebelständige Satteldachbau mit Fachwerkgiebel und fünf zu vier Fensterachsen. Im hinteren Gebäudeteil befand sich die Ökonomie. |      |
| Pfarrhaus (Zaisertshofen)            | Rokoko               | 1767–1773                                      | Zweigeschossiger, schlossartiger Mansardwalmdachbau. Breiter Risalit an der Südseite. Kurze Zwischenbauten an den Ecken ermöglichen den Zugang zu den quadratischen Aborttürmen. Ein querrechteckiges Vestibül mit Flachdecke befindet sich im Inneren an der Nordseite. |      |